# Список видов птиц, вымерших после 1500 года

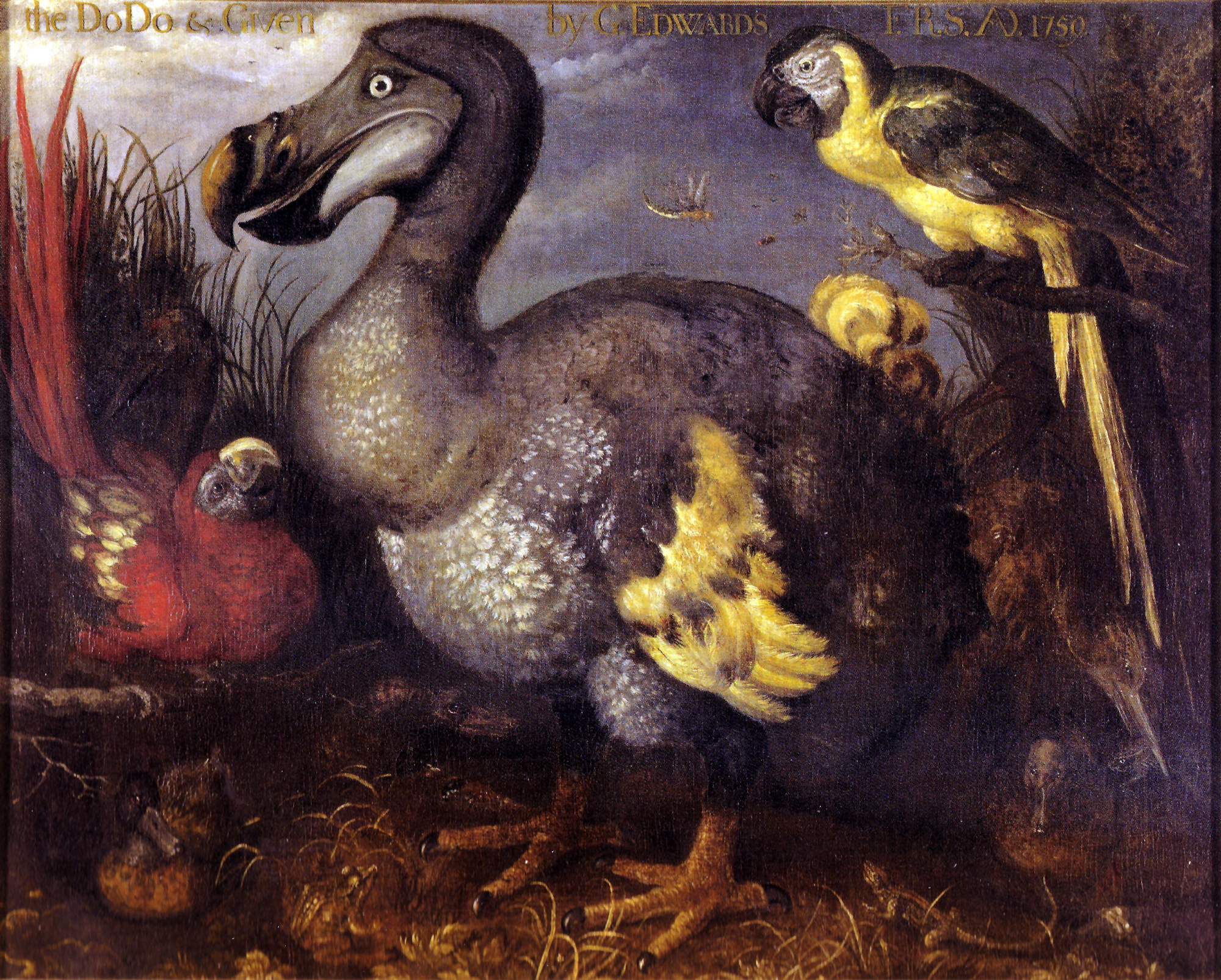
Знаменитый «Додо Эдвардса», написанный Рулантом Савереем в 1626 году

На этой странице указаны только птицы, вымершие с 1500 года; для списка птиц, известных только из окаменелостей, см. Список родов ископаемых птиц. Для птиц, вымерших в позднем четвертичном периоде, но до 1500 года, и обычно известных по экземплярам, не полностью окаменелым, см. Список видов птиц, вымерших в четвертичном периоде до 1500 года.
Более 190 видов птиц вымерли с 1500 года, и темпы вымирания со временем увеличиваются. Примером этого могут служить Гавайи, где изначально обитало 30 % всех известных недавно вымерших таксонов птиц. Другие районы, такие как Гуам, также сильно пострадали; Гуам потерял более 60 % своих местных таксонов птиц за последние 30 лет, многие из них из-за завезённой древесной змеи коричневой бойги.
В настоящее время существует около 10 000 видов птиц, из которых около 1200 считаются находящимися под угрозой исчезновения.
Наибольшему риску подвергаются островные виды в целом и нелетающие островные виды в частности. Непропорциональное количество пастушковых в списке отражает тенденцию этого семейства терять способность летать, когда популяция вида географически изолирована. Ещё больше пастушковых вымерло до того, как их смогли описать учёные; эти таксоны перечислены в списке видов птиц, вымерших в четвертичном периоде до 1500 года.
Приведённые ниже даты вымирания, как правило, являются приблизительными. В некоторых случаях приводятся более точные даты, поскольку иногда можно точно определить дату вымирания до определённого года или даже дня (возможно, самый экстремальный пример — скальный длинноклювый крапивник Сан-Бенедикто — его вымирание может быть рассчитано с точностью до, возможно, получаса). Даты вымирания в литературе обычно являются датами последней достоверной записи (достоверные наблюдения или взятые образцы); для многих тихоокеанских птиц, которые вымерли вскоре после прибытия европейцев, однако это оставляет неопределённый период более века, поскольку острова, на которых они жили, лишь изредка посещались учёными.

## Вымершие виды птиц

### Аистообразные
- Новозеландская малая выпь, Ixobrychus novaezelandiae (Новая Зеландия, конец XIX века)
Долгое время считавшиеся бродячими особями австралийской малой выпи, кости, извлечённые из голоценовых отложений, указывают на то, что это действительно был отдельный таксон, но он не мог быть отдельным видом.
- Бермудская кваква, Nyctanassa carcinocatactes (Бермудские острова, Западная Атлантика, XVII век)
Иногда его относят к роду Nycticorax.
- Кваква Дюбуа, Nycticorax duboisi (Реюньон, Маскаренские острова, конец XVII века)
- Маврикийская кваква, Nycticorax mauritianus (Маврикий, Маскаренские острова, около 1700 года)
- Родригесская кваква, Nycticorax megacephalus (Родригес, Маскаренские острова, середина XVIII века)
- Nycticorax olsoni (Остров Вознесения, Атлантика, конец XVI века?)
Вид известен только из окаменевших костей, но описание Андре Теве нелетающей птицы острова Вознесения не может быть отождествлено ни с чем, кроме этого вида.
- Реюньонский ибис, Threskiornis solitarius (Реюньон, Маскаренские острова, начало XVIII века)
Этот вид был основой «Реюньонского дронта», предполагаемого родственника дронта и родригесского дронта. Принимая во внимание тот факт, что на Реюньоне были обнаружены кости ибиса (но не похожего на дронта) и что старые описания вполне соответствуют не летающему священному ибису, гипотеза «Реюньонского дронта» была опровергнута.

### Американские грифы
- «Окрашенный гриф», Sarcoramphus sacra (Флорида, США, конец XVIII века?)
Птица, предположительно похожая на королевского грифа, опознанного Уильямом Бартрамом в его путешествиях в 1770-х годах. Скептики утверждали, что это, вероятно, основано на неправильной идентификации северной каракары, хотя доказательства всё больше смещались в сторону того, что она является действительным видом, который существовал, основываясь на независимой иллюстрации почти идентичной птицы, сделанной несколькими десятилетиями ранее Елеазаром Альбином.

### Буревестникообразные
- Bulweria bifax (Остров Святой Елены, Атлантика, начало XVI века)
- Гуадалупская качурка, Oceanodroma macrodactyla (Гуадалупе, Восточная часть Тихого океана, 1910-е годы)
Официально находящийся на грани исчезновения, возможно, вымерший, но тщательное обследование в 2000 году показало, что этот вид определённо вымер.
- Pseudobulweria rupinarum (Остров Святой Елены, Атлантика, начало XVI века)
- Ямайский тайфунник, Pterodroma caribbaea (Ямайка, Карибский бассейн)
Возможно, подвид черношапочного тайфунника; по неподтверждённым данным, он мог выжить. Официально классифицируется, как находящийся на грани исчезновения, возможно, вымер.
- Pterodroma imberi
Описанный из окаменелых останков с островов Чатем, по-видимому, вымер в начале XIX века.
- Pterodroma cf. leucoptera (Мангарева, острова Гамбье, XX век?)
Скелет крыла, похожей на белокрылого тайфунника, было найдено на Мангареве в 1922 году, где она, возможно, размножалась. Сегодня таких птиц там не водится.
- Puffinus parvus (Бермудские Острова, Западная Атлантика, XVI век)

### Воробьинообразные
Белоглазковые 
- Норфолкская белоглазка, Zosterops albogularis (Остров Норфолк, между 2006 и 2010 годами)
- Zosterops semiflavus (Остров Марианна, Сейшельские острова, конец XIX века)
- Лордхауская белоглазка, Zosterops strenuus (Остров Лорд-Хау, юго-западная часть Тихого океана, около 1918 года)

Бюльбюлевые 
- Hypsipetes cowlesi (Родригес, Маскаренские острова, дата исчезновения неизвестна, возможно, XVII-й или XVIII-й век)
Известен только по окаменевшим костям.

Вьюрковые 

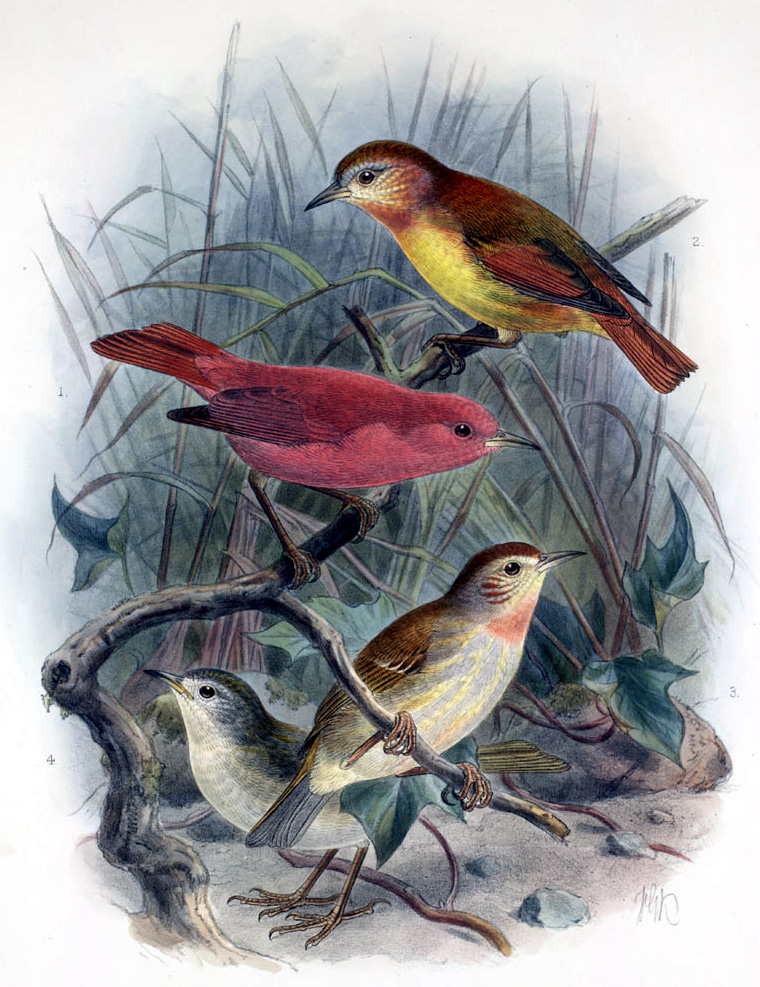
Какавахие

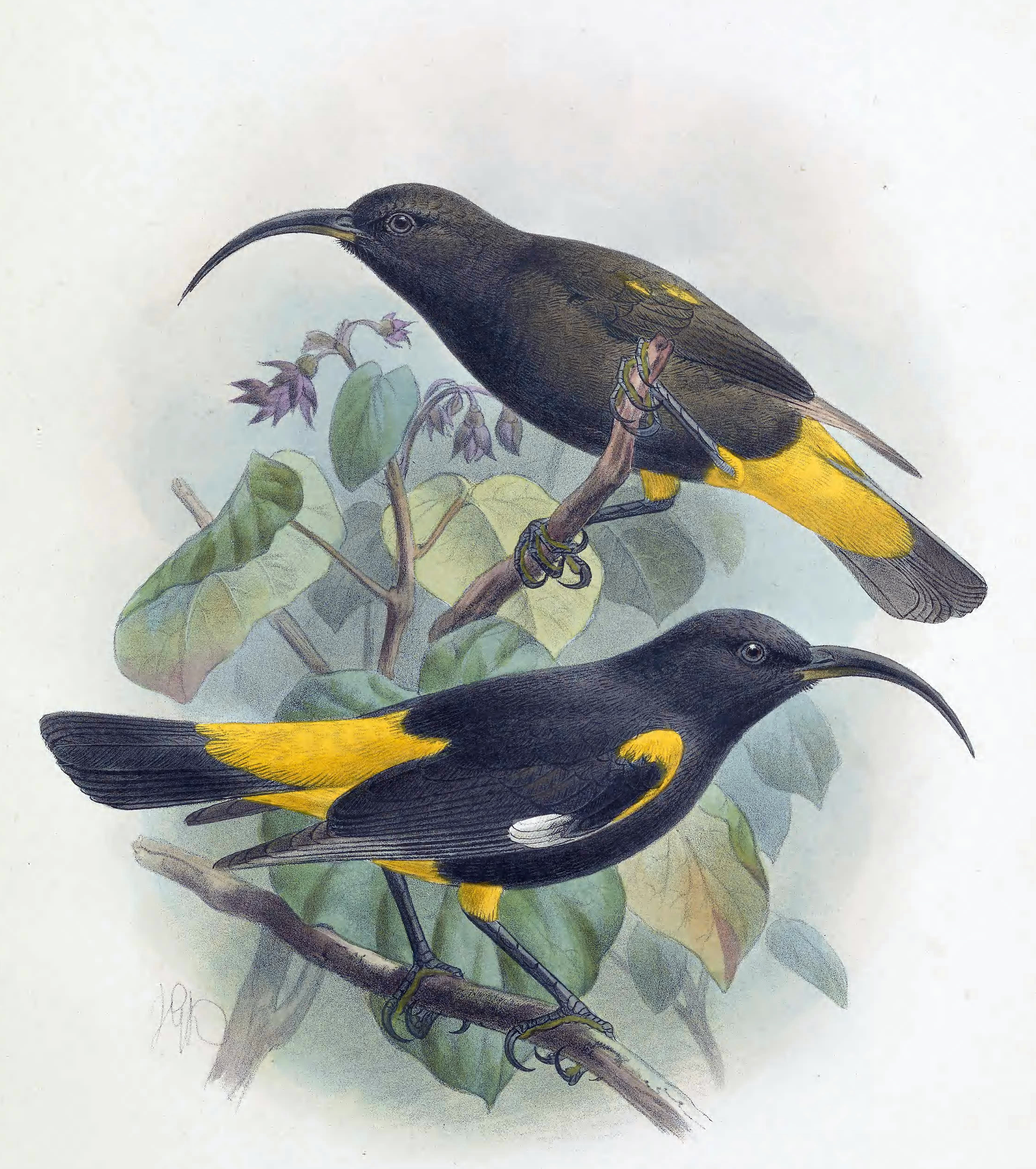
Желтогузая цветочница-мамо

- Akialoa ellisiana (Оаху, Гавайские острова, начало XX века)
- Akialoa lanaiensis (Ланаи и, доисторически, вероятно, Мауи и Молокаи, Гавайские острова, 1892)
- Akialoa obscurus (Большой остров, Гавайские острова, 1940)
- Akialoa stejnegeri (Кауаи, Гавайские острова, 1969)
- Carpodacus ferreorostris (Титидзима, острова Огасавара, 1830-е годы)
- Большеклювая вьюрковая цветочница, Chloridops kona (Большой остров, Гавайские острова, 1894)
- Пальмовая гавайская цветочница, Ciridops anna (Большой остров, Гавайские острова, 1892 или 1937)
- Чёрная цветочница-мамо, Drepanis funerea (Молокаи, Гавайские острова, 1907)
- Желтогузая цветочница-мамо, Drepanis pacifica (Большой остров, Гавайские острова, 1898)
- Вьюрковая гавайская цветочница Мунро, Dysmorodrepanis munroi (Ланаи, Гавайские острова, 1918)
- Hemignathus affinis (Мауи, Гавайские острова, 1990-е годы)
- Hemignathus hanapepe (Кауаи, Гавайские острова, конец 1990-х годов)
- Желтогорлая гавайская серпоклювка, Hemignathus lucidus (Оаху, Гавайские острова, конец XIX века)
- Himatione fraithii (Лайсан, Гавайские острова, 1923)
- Loxioides kikuichi (Кауаи, Гавайские острова), возможно, дожил до начала XVIII века.
- Гавайская древесница-акепа, Loxops ochraceus (Мауи, Гавайские острова, 1988)
- Loxops wolstenholmei (Оаху, Гавайские острова, 1900-е годы)
- Чернолицая гавайская цветочница, Melamprosops phaeosoma (Мауи, Гавайские острова, 2004?)
Последняя известная птица погибла в неволе 28 ноября 2004 года.
- Какавахие, Paroreomyza flammea (Молокаи, Гавайские острова, 1963)
- Оаху Алауахио, Paroreomyza maculata (Оаху, Гавайские острова, начало 1990-х годов?)
Официально классифицируется, как находящийся на грани исчезновения. Последняя достоверная запись была в 1985 году, а неподтверждённые наблюдения в 1990 году.
- Попугайная цветочница, Psittirostra psittacea (Гавайские острова, около 2000 года?)
Официально классифицированный, как находящийся на грани исчезновения, когда-то это был самый распространённый вид гавайской цветочницы. Он не был достоверно зарегистрирован с 1987 или 1989 года.
- Желтоголовая вьюрковая цветочница, Rhodacanthus flaviceps (Большой остров, Гавайские острова, 1891)
- Оранжевогрудая вьюрковая цветочница, Rhodacanthus palmeri (Большой остров, Гавайские острова, 1896)
- Большая гавайская древесница, Viridonia sagittirostris (Большой остров, Гавайские острова, 1901)

Вьюрковые ткачики
- Чернолицый астрильд, Estrilda nigriloris (ДР Конго, Африка, конец XX века?)
Загадочный вьюрковый ткачик, которого не видели с 1950 года; поскольку часть его ареала находится в Национальном парке Упемба, он мог выжить.

Гавайские медососы

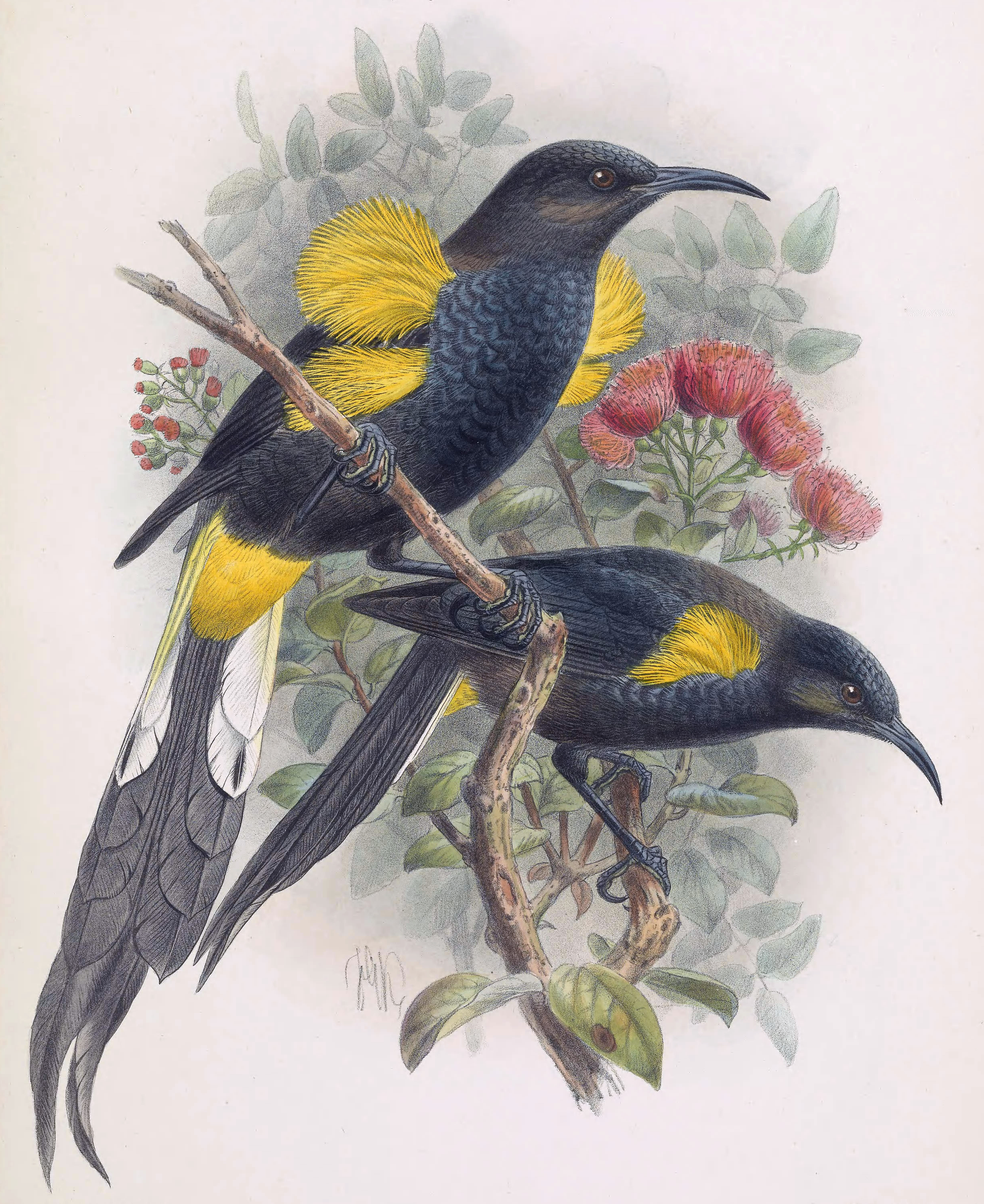
Благородный мохо

- Киоеа, Chaetoptila angustipluma (Большой остров, Гавайские острова, 1860-е годы)
- Мохо-оаху, Moho apicalis (Оаху, Гавайские острова, середина XIX века)
- Желтоухий мохо, Moho bishopi (Молокаи и, вероятно, Мауи, Гавайские острова, около 1910 или 1980-е годы)
- Чешуегорлый мохо, Moho braccatus (Кауаи, Гавайские острова, 1987)
- Благородный мохо, Moho nobilis (Большой остров, Гавайские острова, 1930-е годы)

Гуйи 

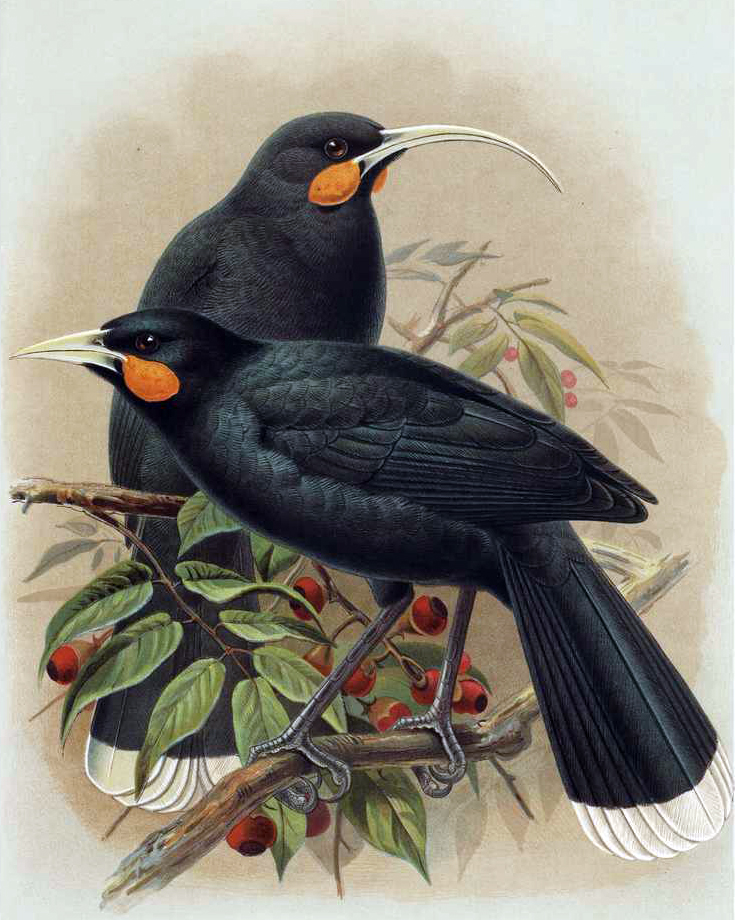
Самец (спереди) и самка (сзади) разноклювой гуйи

- Разноклювая гуйя, Heteralocha acutirostris (Северный остров, Новая Зеландия, начало XX века)

Древесницевые 

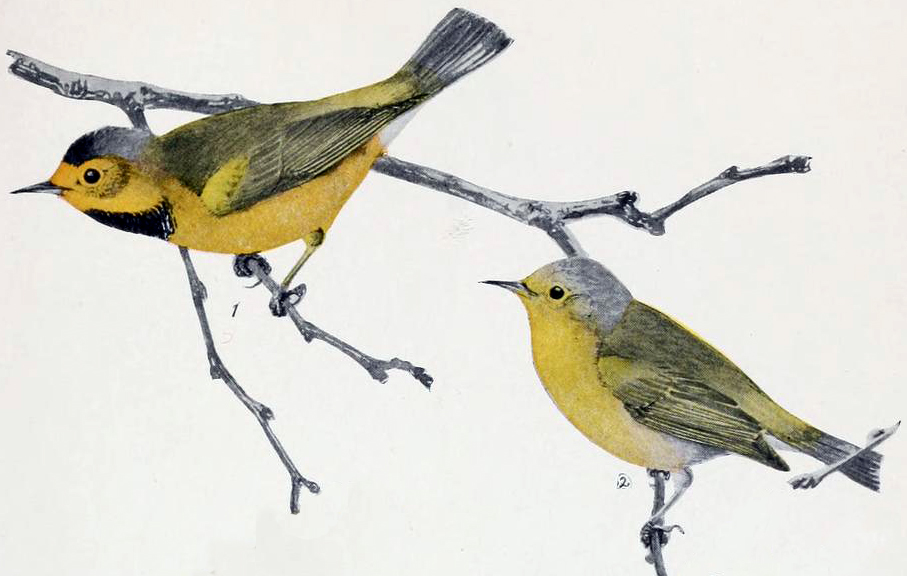
Багамский пеночковый певун

- Бледноногий певун, Leucopeza semperi (Сент-Люсия, Карибские острова, 1970-е годы?)
Официально классифицируется, как находящийся на грани исчезновения. Подходящая среда обитания остаётся, и в течение последнего десятилетия были получены неподтверждённые данные.
- Багамский пеночковый певун, Vermivora bachmanii (южная часть США, около 1990 года?)
Официально классифицируется, как находящийся на грани исчезновения.

Дроздовые 

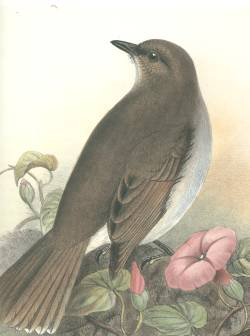
Камао

- Myadestes lanaiensis (Гавайские острова, 1980-е годы?)
Официально классифицируется, как находящийся на грани исчезновения, поскольку возможное местоположение на Молокаи остаётся неизвестным. Два подвида известны из Ланаи (M. l. lanaiensis, вымершего в начале 1930-х годов), Молокаи (M. l. rutha, вымершего в 1980-х годах?) и возможный третий подвид из Мауи (вымерший до конца XIX века).
- Камао, Myadestes myadestinus (Кауаи, Гавайские острова, 1990-е года)
- Myadestes woahensis (Оаху, Гавайские острова, середина XIX века)
- Красноглазый дрозд, Turdus ravidus (Большой Кайман, Вест-Индия, конец 1940-х годов)
- Бонинский земляной дрозд, Zoothera terrestris (Титидзима, острова Огасавара, около 1830-х годов)

Камышовковые 
- Acrocephalus astrolabii (Марианские острова?, середина XIX века?)
Известен только по двум экземплярам, найденным на острове Мангарева в западной части Тихого океана.
- Acrocephalus longirostris (Муреа, Острова Общества, 1980-е?)
Последнее достоверное наблюдение было в 1981 году. Обследование в 1986—1987 годах оставалось безуспешным. Фотография камышевки из Муреа в 1998 или 1999 годах, сделанная Филиппом Бакше, остаётся неясной, как и отчёты за 2003 и 2010 годы.
- Acrocephalus luscinius (Гуам, около 1970-х годов)
- Acrocephalus musae (Острова Общества, XIX век?)
- Acrocephalus nijoi (Агихан, Марианские острова, около 1997 года)
- Acrocephalus yamashinae (Паган, Марианские острова, 1970-е годы)

Ласточковые 
- Petrochelidon perdita (Район Красного моря, конец XX века?)
Известная по одному экземпляру, эта загадочная ласточка, вероятно, всё ещё существует, но настораживает отсутствие новых наблюдений. Его альтернативно помещают в род Hirundo.
- Белоглазая речная ласточка, Pseudochelidon sirintarae (Таиланд, конец 1980-х?)
Официально классифицированный, как находящийся на грани исчезновения, этот загадочный вид известен только по мигрирующим птицам, и в последний раз его видели в 1986 году на его бывшем насесте. По последним неподтверждённым данным, это может произойти в Камбодже.

Медососовые 
- Anthornis melanocephala (Острова Чатем, юго-западная часть Тихого океана, около 1910 года)
Иногда рассматривается, как подвид медососа-колокольчика (Anthornis melanura). Неподтверждённые данные существуют с начала-середины 1950-х годов.
- Идентичность «Strigiceps leucopogon» (неверное название),[1] описанная Lesson в 1840 году, неясна. Помимо голотипа, предположительно из «Новой Голландии», второй экземпляр из «Гималаи» возможно, существовал (или всё ещё существует). Lesson осторожно соединил его с Медососовыми, и Ротшильду это напомнило о киоеа.

Монарховые 
- Myiagra freycineti (Гуам, Марианские острова, 1983)
- Pomarea fluxa (Эиао, Маркизские острова, конец 1970-х годов)
Ранее считался подвидом хуахунской помареи.
- Pomarea mira (Уа-Пу, Маркизские острова, около 1986 года)
Ранее считавшийся ещё одним подвидом маркизской помареи, это был особый вид, наиболее тесно связанный с этой птицей и Pomarea whitneyi.
- Pomarea nukuhivae (Нуку-Хива, Маркизские острова, середина-конец XX века)
Ранее считался подвидом маркизской помареи.
- Помарея Маупити, Pomarea pomarea (Маупити, Острова Общества, середина XIX века)

Мухоловковые
- Мухоловка-циорнис Рука, Cyornis ruckii (Малайзия или Индокитай, XX век?)
Загадочная птица, известная по двум или четырём, возможно, мигрирующим экземплярам, последний раз зарегистрированным в 1918 году. Возможно, он обитает северо-востоке Индокитая и является подвидом хайнаньской голубой мухоловки.

Новозеландские крапивники

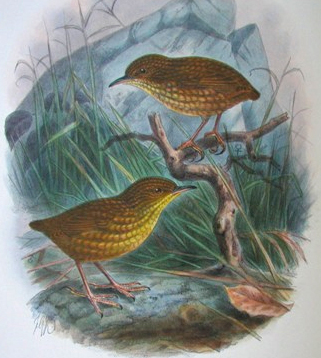
Стефенский кустарниковый крапивник, жертва одичавших кошек

- Стефенский кустарниковый крапивник, Traversia lyalli (Новая Зеландия, 1895?)
Вид, известный (но ошибочно), заявлен, что вымер из-за одной кошки по кличке «Tibbles».
- Кустарниковый новозеландский крапивник, Xenicus longipes (Новая Зеландия, 1972)
Три подвида: X. l. stokesi (Северный остров, вымерший в 1955 году); X. l. longipes (Южный остров, вымерший в 1968 году); X. l. variabilis (Остров Стюарт, вымерший в 1972 году).

Новозеландские свистуны 
- Новозеландский свистун, Turnagra capensis (Южный остров, Новая Зеландия, 1960-е?)
Два подвида: T. c. minor с острова Стивенс (вымерший около 1897 года) и номинант T. c. capensis с Южного острова (последний экземпляр взят в 1902 году, последняя неподтверждённая запись сделана в 1963 году)
- Turnagra tanagra	(Северный остров, Новая Зеландия, около 1970?)
Достоверно не регистрировались примерно с 1900 года.

Овсянковые 
- Pipilo naufragus. Известен по окаменелым останкам и, возможно, из отчёта о путешествии Уильяма Стрейчи в 1610 году.
- Чубатая вьюрковая овсянка, Sporophila melanops (Бразилия, XX век?)
Официально классифицирован, как находящийся на грани исчезновения. Он известен только от одного самца, собранного в 1823 году, и по-разному считался аберрантным желтобрюхой овсянкой или гибридом.

Пересмешниковые 
- Косумельский кривоклювый пересмешник, Toxostoma guttatum (Косумель, Карибское море, начало первого десятилетия XXI века?)
До сих пор неизвестно, пережила ли вновь обнаруженная в 2004 году крошечная популяция ураганы Эмили и Вильма в 2005 году. Неподтверждённые данные были получены в апреле 2006 года, октябре и декабре 2007 года.

Печниковые
- Cichlocolaptes mazarbarnetti (Восточная Бразилия, 2007?)
- Philydor novaesi (Восточная Бразилия, 2011?)

Сверчковые 
- Bowdleria rufescens (Острова Чатем, Новая Зеландия, около 1900 годов)
Часто помещается в род Megalurus, но это основано на неполном обзоре фактических данных.

Свистуновые 
- ?Pachycephala gambierana (Мангарева, острова Гамбье, конец XIX века?)
Предварительно размещённый здесь. Таинственная птица, от которой сегодня не сохранилось ни одного экземпляра. Первоначально он был описан как сорокопут, затем классифицирован, как «малиновка» Eopsalteria и на самом деле может быть камышёвкой Acrocephalus.

Скворцовые 

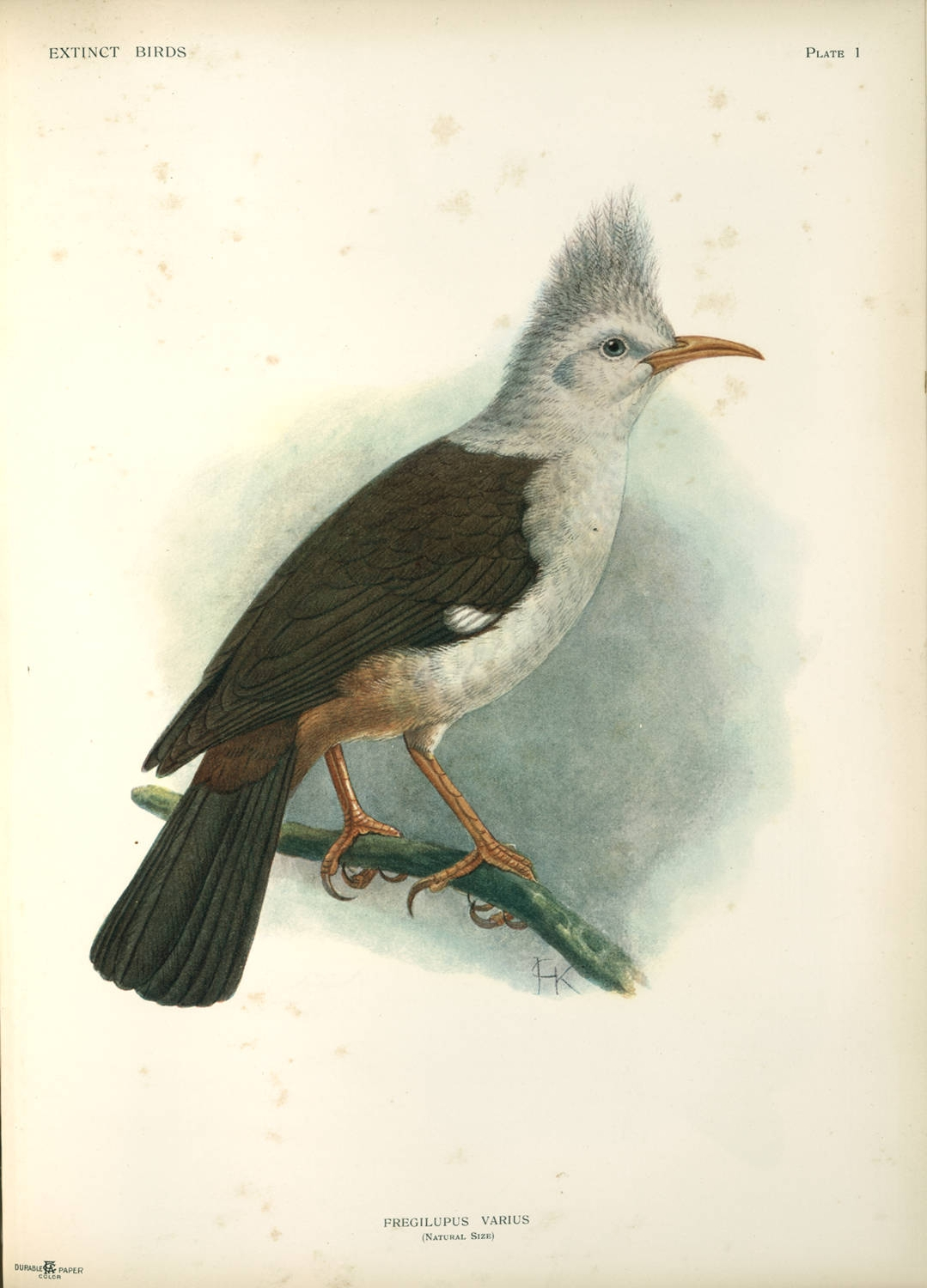
Маскаренский хохлатый скворец

- Вороний аплонис, Aplonis corvina (Кусаие, Каролинские острова, середина XIX века)
- Норфолкский аплонис, Aplonis fusca (Остров Норфолк и остров Лорд-Хау, юго-западная часть Тихого океана, около 1923 года)
Два подвида: A. f. fusca — Норфолкский скворец (вымерший около 1923 года); A. fusca hulliana — Скворец Лорд-Хау (вымерший около 1919 года).
- Буллеров скворец, Aplonis mavornata (Мауке, Острова Кука, середина XIX века)
- Понапейский аплонис, Aplonis pelzelni (Понпеи, Микронезия, около 2000 года)
Только одна достоверная запись с 1956 года, сделанная в 1995 году, оставляет серьёзные сомнения в выживании этого вида.
- Aplonis? ulietensis (Раиатеа, Острова Общества, между 1774 и 1850 годами)
Обычно его называют «гнедой дрозд» (Turdus ulietensis); таинственная птица из Раиатеа, ныне известная только по росписи и некоторым описаниям (ныне утраченного) экземпляра. Таким образом, его таксономическое положение в настоящее время неразрешимо, хотя по биогеографическим причинам и из-за сохранившегося описания было высказано предположение, что он принадлежал к Медососовым. Однако, с обнаружением окаменелостей доисторически вымершего скворца Aplonis diluvialis на соседнем Хуахине, кажется вероятным, что эта птица также принадлежала к этому роду.
- Маскаренский хохлатый скворец, Fregilupus varius (Реюньон, Маскаренские острова, 1850-е годы)
Предварительно приписан к Sturnidae.
- Скворец Легата, Necropsar rodericanus (Родригес, Маскаренские острова, середина XVIII века?)
Предварительно отнесен к Sturnidae. Птица, по-разному описываемая, как Necropsar leguati или Orphanopsar leguati и считающаяся идентичной с N. rodericanus (который известен только по окаменевшим костям), основана на неверно идентифицированном альбиносном образце Cinclocerthia gutturalis

Тимелиевые 
- Malacocincla perspicillata (Калимантан?, Индонезия, XX век?)
Известная по одному экземпляру середины XIX века, эта птица может быть вымершей или всё ещё существовать. Если бирка образца, обычно считающаяся ошибочной с указанием места происхождения птицы «Ява» верна, то она, возможно, вымерла раньше.

Ткачиковые 
- Foudia delloni
Ранее Foudia bruante, который может быть цветовой формой красного фуди.

Трупиаловые 
- Болотный гракл, Quiscalus palustris (Мексика, 1910)

Цистиколовые 
- Танская цистикола, Cisticola restrictus (Кения, 1970-е?)
Загадочная птица, найденная в бассейне реки Тана в небольшом количестве в разные даты до 1972 года. Вероятно, они недействительны, основываясь на аберрантных или гибридных образцах. По-видимому, неподтверждённое наблюдение было сделано в 2007 году в дельте реки Тана.

Шипоклювковые 
- Gerygone insularis (Остров Лорд-Хау, юго-западная часть Тихого океана, около 1930 года)

Sylvioidea неопределённое положение
- Альдабранская камышовка, Nesillas aldabrana (Альдабра, Индийский океан, около 1984 года)
- Родригесский «бабблер», (Родригес, Маскаренские острова, 17 век?)
Известно из окаменевших костей. Предварительно назначен к тимелиевым, но такое размещение весьма сомнительно.

### Голубеобразные

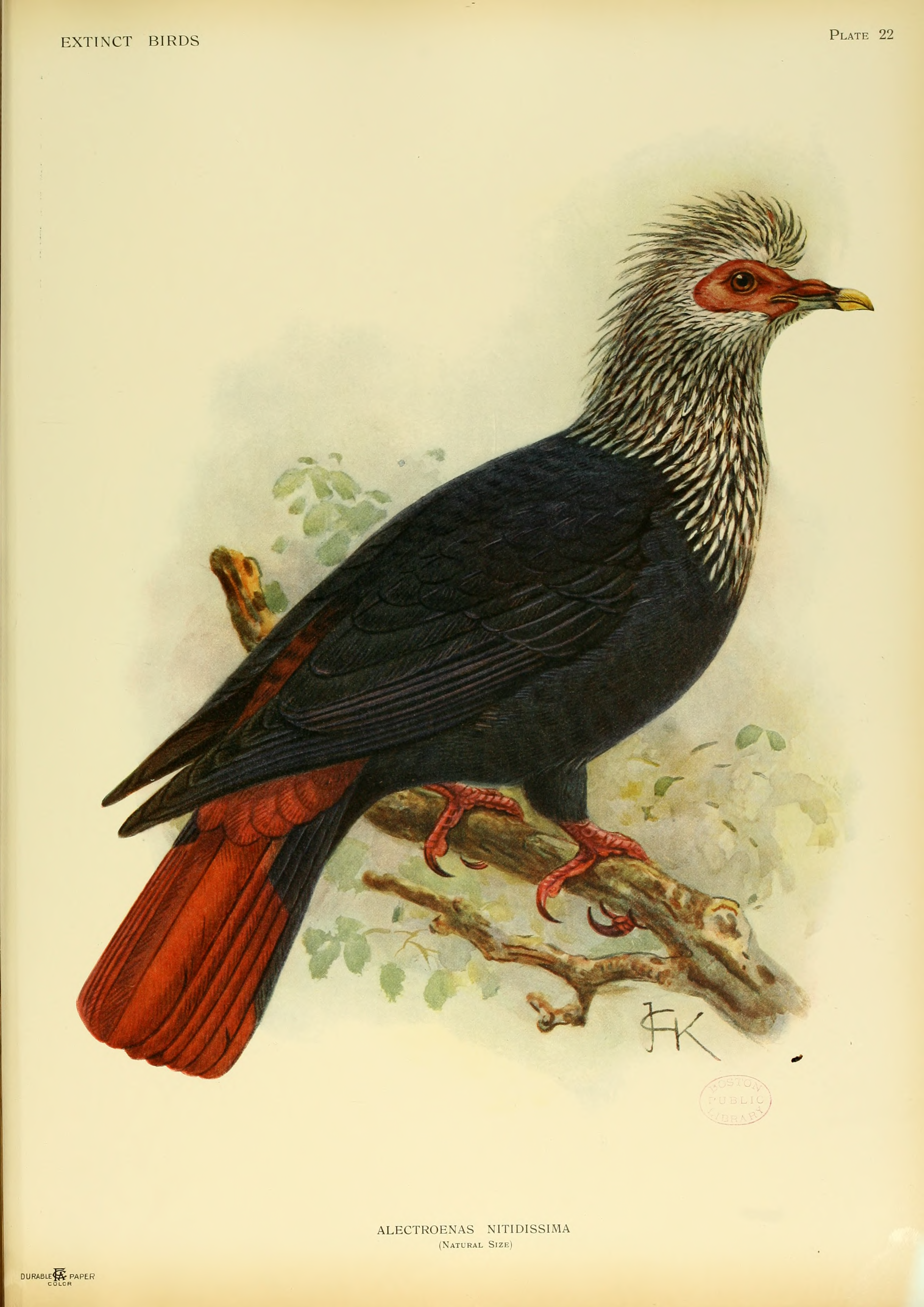
Маврикийский синий голубь

- Маврикийский синий голубьМаврикийский синий голубь, Alectroenas nitidissima (Маврикий, Маскаренские острова, около 1830 годов)
- Alectroenas sp. (Фаркуар, Сейшельские острова, XIX век)
Известно только из ранних сообщений; возможно, это подвид коморского или сейшельского голубя.
- Родригесский синий голубь, «Alectroenas» rodericana (Родригес, Маскаренские острова, середина XVIII века)
Таинственная птица неизвестного происхождения, известная по нескольким костям и, как кажется, из двух исторических сообщений.
- «Caloenas» maculata
Также известный, как Пятнистый зелёный голубь, единственный известный экземпляр находится в Ливерпульском музее с 1851 года и, вероятно, был собран на тихоокеанском острове для Эдварда Стенли, 13-го графа Дерби. Было высказано предположение, основанное на местных преданиях о несколько похожей вымершей птице под названием titi, что эта птица прибыла с Таити, но это не было подтверждено.
- Полосатокрылая земляная горлица, Claravis godefrida (Пампасы, Восточно-Центральная Южная Америка, 2007?[2])
- Серебрянополосый голубь, Columba jouyi (Острова Окинава и Дайто, северо-западная часть Тихого океана, конец 1930-х годов)
- Бонинский голубь,  Columba versicolor (Накододзима и Титидзима, острова Огасавара, около 1890 года)
- Святоеленинский голубь, Dysmoropelia dekarchiskos, возможно, он сохранился и в современную эпоху.

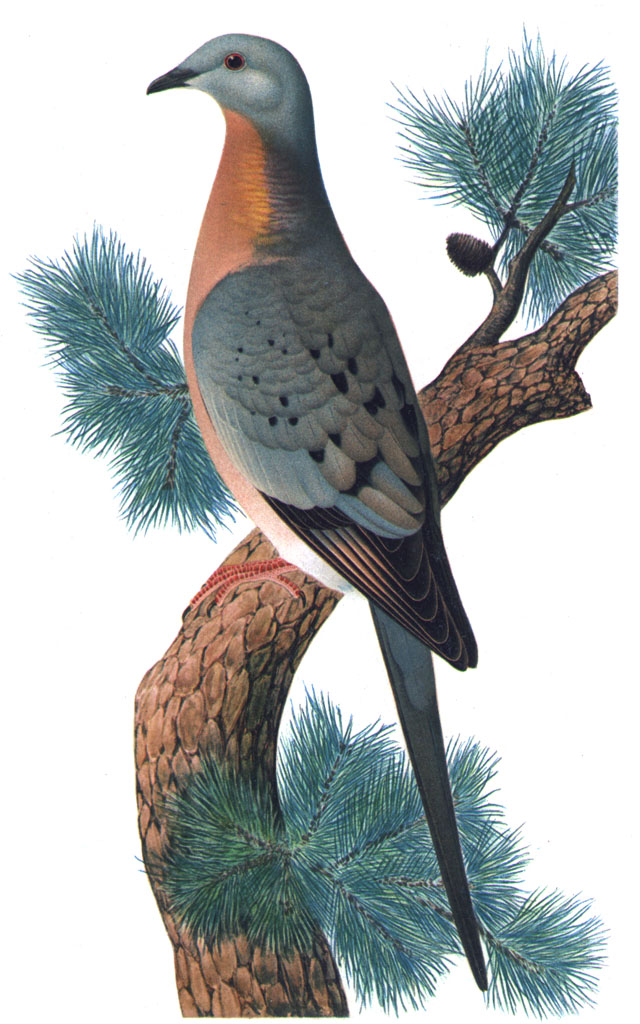
Самец странствующего голубя

- Самец странствующего голубяСтранствующий голубь, Ectopistes migratorius (Восточная Часть Северной Америки, 1914)
Странствующий голубь когда-то был одной из самых распространённых птиц в мире, одна стая насчитывала до 2,2 миллиарда птиц. В конце XIX века на него охотились почти до полного исчезновения из-за еды и спортивного интереса. Последняя особь, Марта, умерла в зоопарке Цинциннати в 1914 году.
- Gallicolumba ferruginea (Танна, Вануату, конец XVIII — XIX век)
Известно только по описаниям двух ныне утраченных экземпляров.
- Тавитавинский земляной голубь, Gallicolumba menagei (Тави-Тави, Филиппины, конец 1990-х?)
Официально внесён в список находящихся на грани исчезновения. Известно только по двум образцам, взятым в 1891 году. В 1995 году поступило несколько неподтверждённых сообщений со всего архипелага Сулу, однако в этих сообщениях говорилось, что птица внезапно подверглась массовому снижению численности, и к настоящему времени разрушение среды обитания почти завершено. Если этот вид и не вымер, то очень редок, но продолжающаяся гражданская война мешает всесторонним исследованиям.
- Gallicolumba norfolciensis (Остров Норфолк, юго-западная часть Тихого океана, около 1800 года)
- Большеклювый куриный голубь, Gallicolumba salamonis (Макира и Рамос, Соломоновы острова, середина XX века?)
Последний раз он был зарегистрирован в 1927 году, но сохранилось только два экземпляра. Объявлен вымершим в 2005 году.

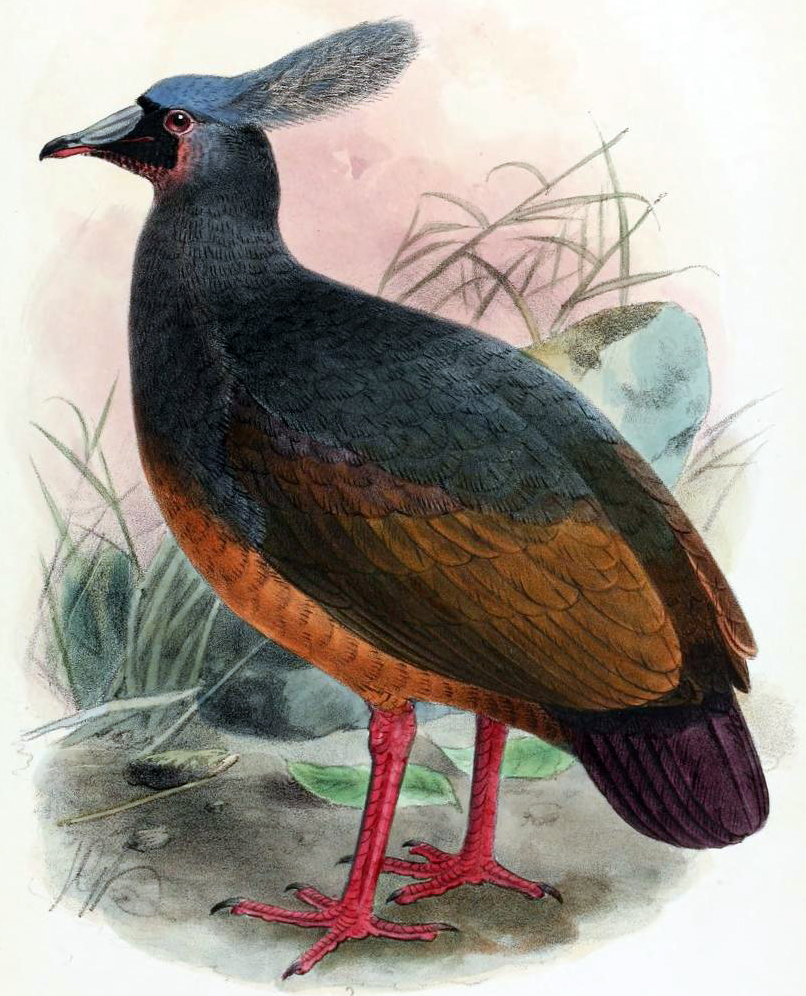
Хохлатый толстоклювый голубь

- Хохлатый толстоклювый голубьХохлатый толстоклювый голубь, Microgoura meeki (Шуазёль, Соломоновы острова, начало XX века)
- Голубь Дюбуа, Nesoenas duboisi (Реюньон, Маскаренские острова, около 1700 года)
Ранее в Streptopelia. По-видимому, на Реюньоне существовал по крайней мере ещё один вид голубей (вероятно, Alectroenas), но кости до сих пор не найдены. Он исчез в то же самое время.
- Nesoenas rodericana (Родригес, Маскаренские острова, до 1690 года?)
Ранее в Streptopelia. Возможный подвид мадагаскарской горлицы (N. picturata), по-видимому, это не та птица, которую наблюдал Франсуа Лега. Ввезённые крысы, возможно, убили его в конце XVII века.
- Родригесский дронт, Pezophaps solitaria (Родригес, Маскаренские острова, около 1730-х годов)
- Пёстрый голубь Рипли, Ptilinopus arcanus (Негрос, Филиппины, конец XX века?)
Достоверность этого вида, известного только по одному экземпляру, взятому при единственном документально подтверждённом наблюдении в 1953 году, была поставлена под сомнение, но не было предложено никакой хорошей альтернативы статусу отдельного вида. Официально находящийся на грани исчезновения, он может появиться на Панае, но ни один опрос не обнаружил его. Одна возможная запись в 2002 году, по-видимому, не была повторена.
- Красношапочный пёстрый голубь, Ptilinopus mercierii (Нуку-Хива и Хива-Оа, Маркизские острова, середина XX века)
Два подвида, малоизвестный P. m. mercierii на Нуку-Хива (вымерший в середине — конце XIX века) и P. m. tristrami на Хива-Оа.
- Маврикийский дронт, Raphus cucullatus (Маврикий, Маскаренские острова, конец XVII века)
Карл Линней назвал его Didus ineptus. Метровая нелетающая птица, найденная на Маврикии. Его лесная среда обитания была потеряна, когда голландские поселенцы переехали на остров, а гнёзда дронтов были уничтожены обезьянами, свиньями и кошками, которых голландцы привезли с собой. Последний экземпляр был убит в 1681 году, всего через 80 лет после появления новых хищников.

### Гусеобразные

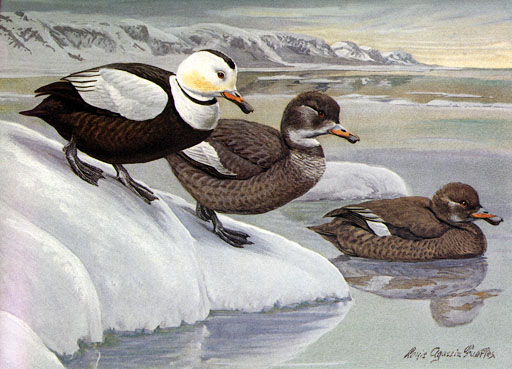
Лабрадорская гага

- Амстердамская утка, Mareca marecula (Остров Амстердам, южная часть Индийского океана, около 1800 года)
- Гривистая утка Финша, Chenonetta finschi (Новая Зеландия, возможно, дожила до 1870 года)
- Лабрадорская гага, Camptorhynchus labradorius (Северо-восток Северной Америки, ок. 1878)[3]
- Маврикийская утка, Anas theodori (Маврикий и Реюньон, Маскаренские острова, конец 1690-х годов)
- Марианская кряква, Anas oustaleti (Марианские острова, Западная часть Тихого океана, 1981)
- Оклендский крохаль, Mergus australis (Новая Зеландия, Оклендские острова, юго-западная часть Тихого океана, ок. 1902)
- Розовоголовая утка, Rhodonessa caryophyllacea (Восточная Индия, Бангладеш, Северная Мьянма, 1945?) — переклассификация в род Netta рекомендуется, но не является общепринятой.
Официально он находится на грани исчезновения; недавние исследования не смогли его вновь обнаружить.
- Alopochen kervazoi (Реюньон, Маскаренские острова, около 1690-х)
- Alopochen mauritianusРеюньонская утка, Alopochen mauritianus (Маврикий, Маскаренские острова, около 1695 года)
- Реюньонский нырок, Aythya cf. innotata (Реюньон, Маскаренские острова, около 1690-х)
Кость нырка, найденная на Реюньоне, по-видимому, объясняет сообщения о том, что на острове появились другие утки, кроме маврикийской утки. Однако таксономический статус этой формы не может быть окончательно определён до тех пор, пока не будет найдено больше материала.
- Утка острова Святого Павла, Anas sp. (Остров Святого Павла, южная часть Индийского океана, около 1800 года)
Известен только по картине 1793 года. Может быть идентичен амстердамской утке или отдельному виду или подвиду.
- Хохлатая пеганка, Tadorna cristata (Северо-Восточная Азия, конец XX века?)
Реликтовый вид из Северо-Восточной Азии. Официально он находится на грани исчезновения из-за недавних неподтверждённых сообщений.

### Дятлообразные
- Императорский дятел, Campephilus imperialis (Мексика, конец XX века)
Этот 60-сантиметровый дятел официально зарегистрирован, как находящийся на грани исчезновения, возможно, вымер. Иногда появляются неподтверждённые сообщения, самые последние были в конце 2005 года.
- Белоклювый дятел, Campephilus principalis (Юго-восточная часть США и Куба, конец XX века)
Американский белоклювый дятел (Campephilus principalis principalis) находится под серьёзной угрозой исчезновения, и некоторые считают его вымершим.
Кубинский белоклювый дятел (Campephilus principalis bairdii) как правило, считается вымершим, но остаётся несколько участков необследованных потенциальных мест обитания.
- Colaptes oceanicus (Бермудские острова, XVII век?)
Известен только по окаменелостям, найденным на Бермудских островах и датированным поздним плейстоценом и голоценом; однако, отчёт XVII века, написанный исследователем капитаном Джоном Смитом, может относиться к этому виду.

### Журавлеобразные
- Рыжий маврикийский пастушок, Aphanapteryx bonasia (Маврикий, Маскаренские острова, около 1700 года)
- Святоеленский пастушок, Aphanocrex podarces (Святая Елена, Атлантика, XVI век) — ранее Atlantisia
- Чатемский пастушок, Cabalus modestus (Острова Чатем, юго-запад Тихого океана, около 1900 года)
- Diaphorapteryx hawkinsi (Острова Чатем, юго-запад Тихого океана, XIX век)
- Dryolimnas augusti (Реюньон, Маскаренские острова, конец XVII века)
- Пастушок Легата, Erythromachus leguati (Родригес, Маскаренские острова, середина XVIII века)
- Маскаренская лысуха, Fulica newtonii (Маврикий и Реюньон, Маскаренские острова, около 1700 года)

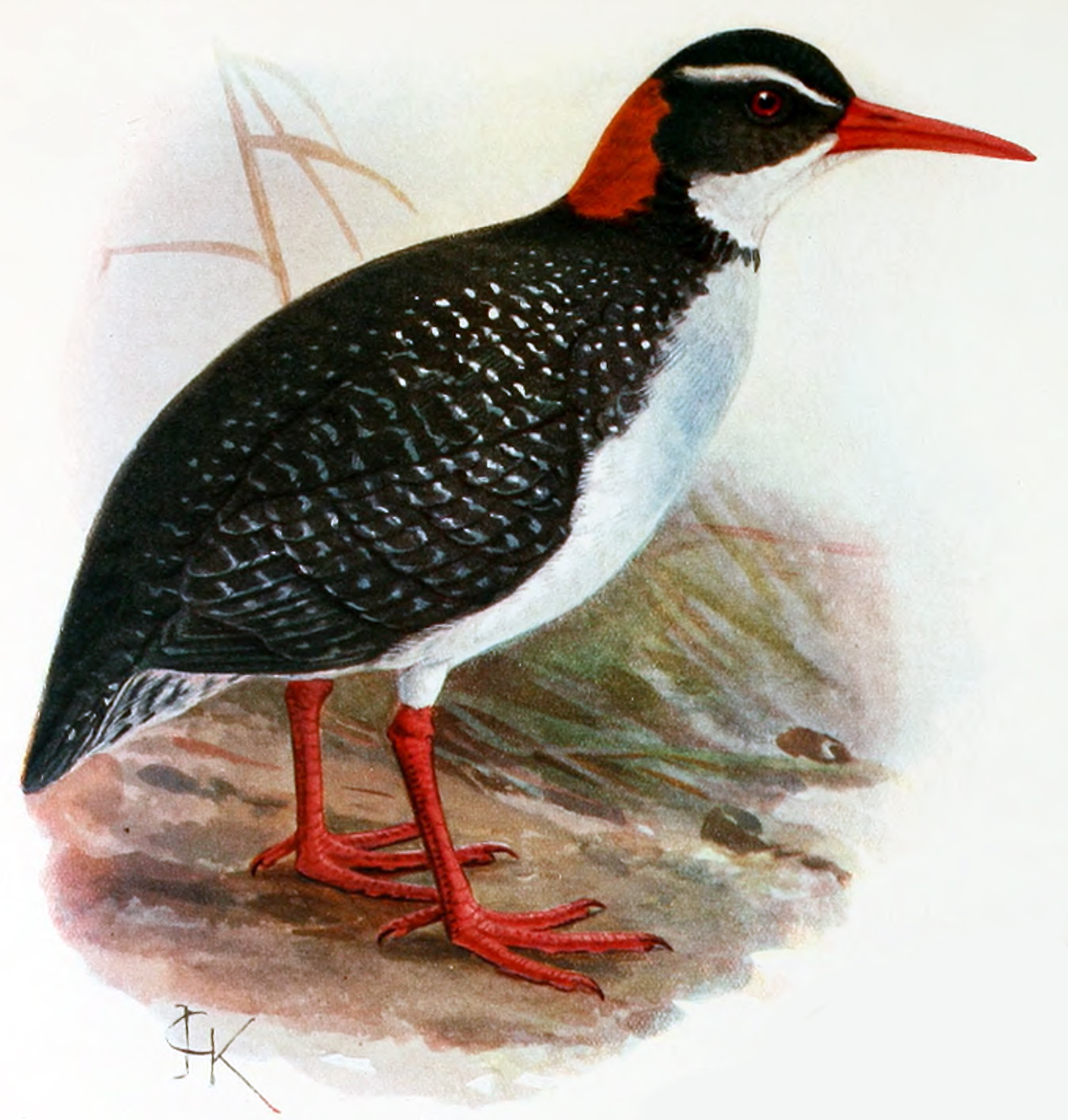
Таитянский красноклювый пастушок

- Таитянский красноклювый пастушокТаитянский красноклювый пастушок, Hypotaenidia pacificus (Таити, Острова Общества, конец XVIII—XIX века)
- Уэйкский пастушок, Hypotaenidia wakensis (Остров Уэйк, Микронезия, 1945)
- Gallinula nesiotis (Тристан-да-Кунья, Атлантика, конец XIX века)
- Самоанская камышница, Gallinula pacifica (Савайи, Самоа, 1907?)
Вероятно, лучше поместить в род Pareudiastes, неподтверждённые сообщения конца XX века предполагают, что он всё ещё существует в небольших количествах и поэтому официально классифицируется, как находящийся на грани исчезновения.
- Лесная камышница, Gallinula silvestris (Макира, Соломоновы Острова, середина XX века?)
Этот пастушок, известный только по одному экземпляру, вероятно, лучше поместить в свой род Edithornis. Есть некоторые неподтверждённые недавние записи, которые предполагают, что он всё ещё существует, и поэтому он официально классифицируется, как находящийся на грани исчезновения.
- Диффенбахов пастушок, Gallirallus dieffenbachii (Острова Чатем, юго-запад Тихого океана, середина XIX века)
- Gallirallus hypoleucus (Тонгатапу, Тонга, конец XVIII—XIX века)
- Новокаледонский лесной пастушок, Gallirallus lafresnanayanus (Новая Каледония, Меланезия, ок. 1900?)
Официально классифицированные, как находящиеся на грани исчезновения, последние записи были сделаны в 1984 году, и похоже, что все доступные места обитания наводнены дикими свиньями и собаками, которые охотятся на эту птицу.
- Gallirallus cf. vekamatolu (Вавау, Тонга, начало XIX века?)
Эта птица известна только по рисунку экспедиции Маласпина 1793 года, по-видимому, изображающему вид Gallirallus. Пастушок Эуа, Gallirallus vekamatolu, известен по доисторическим костям, найденным на Эуа, но этот вид почти наверняка не G. vekamatolu, поскольку эта птица была нелетающей и, следовательно, вряд ли поселилась на трёх отдалённых островах. Впрочем, скорее всего, это был его близкий родственник.
- Gallirallus sp., может быть, это птица, изображённая на плохой акварельной иллюстрации, сделанной около 1800 года.
- Вознесенский пастушок, Mundia elpenor (остров Вознесения, Атлантика, конец XVII века) — ранее Atlantisia
- Фиджийский пестрокрылый пастушок, Nesoclopeus poecilopterus (Фиджи, Полинезия, около 1980 года)
- Пастушок Дебуа, Nesotrochis debooyi, известен по доколумбовым костям из Пуэрто-Рико и Виргинских островов. Рассказы о лёгкой для ловли птице по имени Каррао, услышанные Александром Вэтмором в 1912 году на Пуэрто-Рико, могут относиться к этому виду.

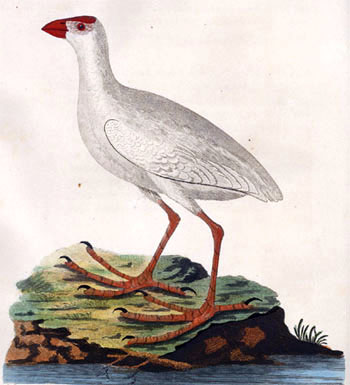
Белая султанка

- Белая султанкаБелая султанка, Porphyrio albus (Остров Лорд-Хау, юго-запад Тихого океана, начало XIX века)
- Porphyrio caerulescens (Реюньон, Маскаренские острова, XVIII век)
Известно только из описаний. Прежнее существование Porphyrio на Реюньоне вполне достоверно, но до сих пор не доказано.
- Porphyrio kukwiedei из Новой Каледонии, Меланезия, возможно, сохранились в исторические времена. Считается, что туземное имя n’dino относится к этой птице.
- Porphyrio mantelli, известно из окаменевших костей, найденных на Северном острове Новой Зеландии; может сохранились до 1894 года или позже.
- Porphyrio paepae (Хива-Оа и Тахуата, Маркизские острова)
Возможно, дожили до начала 1900 года. В нижнем правом углу картины Поля Гогена 1902 года Колдун с Хива Оа (Маркизский мужчина в красном плаще) изображена птица, которая напоминает местные описания P. paepae.
- Porzana astrictocarpus (Остров Святой Елены, Атлантика, начало XVI века)
- Porzana nigra (Таити, Острова Общества, около 1800-х)
Известен только по картинам и описаниям; таксономический статус неопределённый, так как материал часто считается относящимся к сохранившемуся крапчатому погонышу.

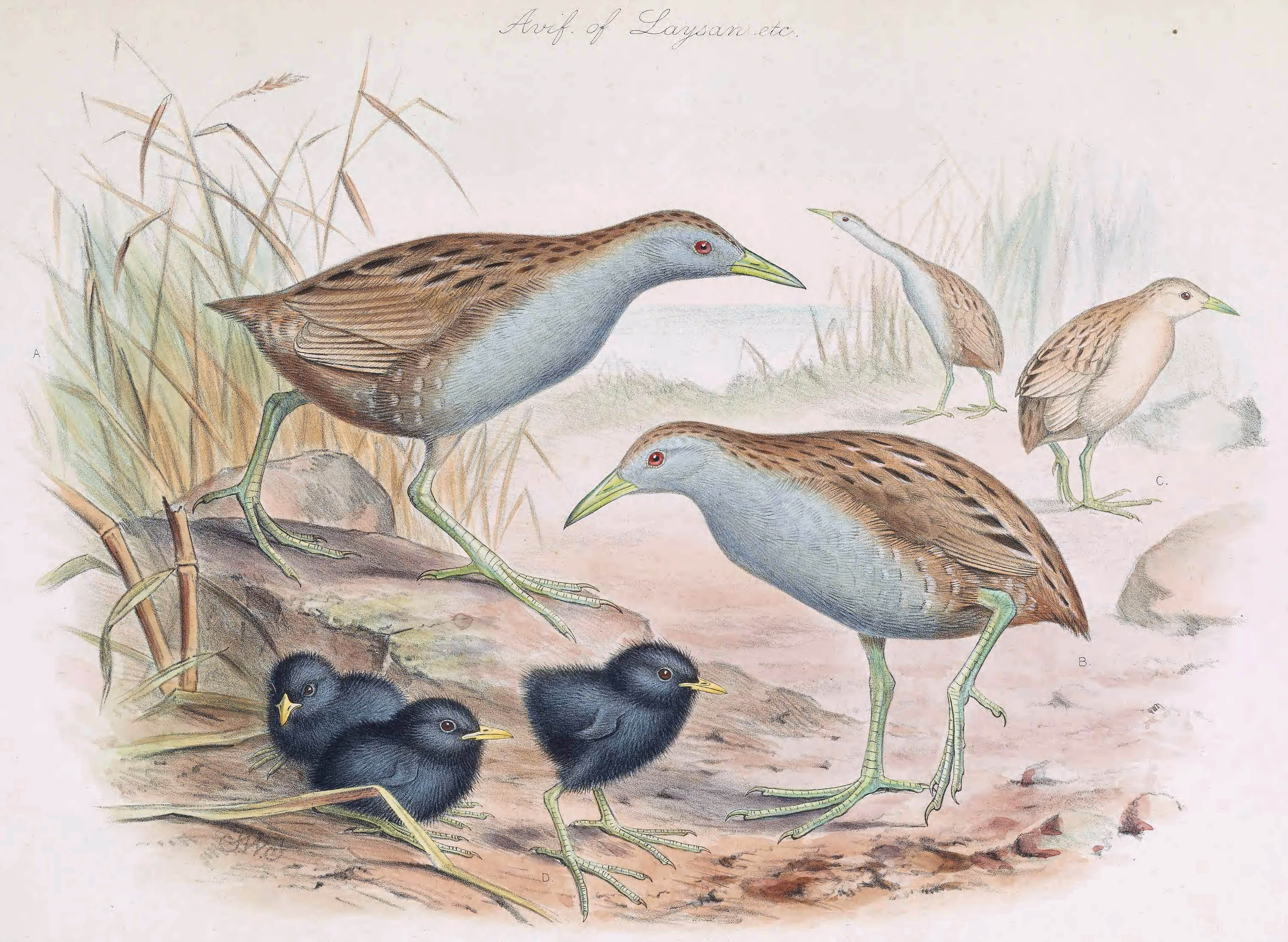
Лайсанский погоныш

- Лайсанский погоныш, Porzana palmeri (Остров Лайсан, Гавайские острова, 1944) был всеядным

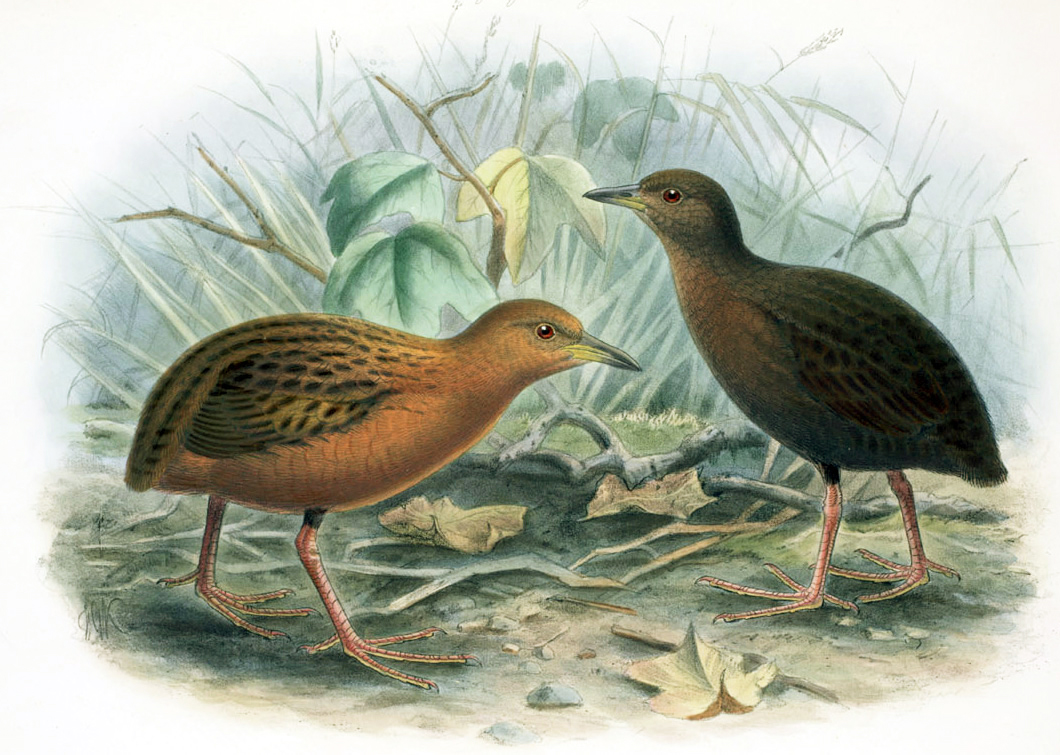
Гавайский погоныш

- Гавайский погоныш, Porzana sandwichensis (Большой остров, Гавайские острова, около 1890 года)
- Кусаиенский погоныш, Porzana monasa (Кусаие, Каролинские острова, середина — конец XIX века)
- Пастушок Фернанду-ди-Норонья, Rallidae gen. et sp. indet. (Фернанду-ди-Норонья, Западная Атлантика, XVI век?)
На острове Фернанду-ди-Норонья обитает отдельный вид пастушка, но официально он ещё не описан. Вероятно, он существовал и при первом контакте с Западом.
- Таитянский «гусь», Rallidae gen. et sp. indet. (Таити, конец XVIII века?)
Ранние путешественники на Таити сообщили о «гусе», который был найден в горах. В целом, вид пастушка из рода Porphyrio представляется наиболее вероятным выбором.
- «Дрофа» Бокака, Rallidae? gen. et sp. indet. (Бокак)
В одном из ранних сообщений из Бокака на Маршалловых островах упоминается неопознанная наземная птица. Он описан как «дрофа» и, возможно, был пастушком или большеногом. В первом случае это, возможно, была залётная особь из сохранившегося вида; во всяком случае, сегодня на Бокаке нет ни одной птицы, которую можно было бы назвать «дрофоподобной».[4]
- Rallidae gen. et sp. indet. (остров Амстердам)
Неизвестный пастушок с острова Амстердам; один экземпляр найден, но не восстановлен. Вымерли к 1800 году, или, возможно, это была залётная особь существующих видов.

### Кивиобразные
- Пятнистый киви Западного побережья, Apteryx occidentalis (Южный остров, Новая Зеландия, ок. 1900)
Сомнительная форма, известная по одной птице; может быть подвидом малого серого киви или гибридом между этим видом и коричневым киви Окарито.

### Козодоеобразные
- Центральноазиатский козодой (Caprimulgus centralasicus) известен только по одному экземпляру 1929 года из Синьцзяна, Китай. Он никогда больше не был обнаружен и достоверность этого предполагаемого вида серьёзно оспаривается. Никогда не было опровергнуто, что это была молодая самка пустынного обыкновенного козодоя.
- Ямайский малый козодой, Siphonorhis americana (Ямайка, Вест-Индия, конец XIX века?)
Сообщения о неидентифицируемых козодоях 1980-х годов в среде обитания, подходящей для S. americana, позволяют предположить, что этот загадочный вид всё ещё может существовать. Исследование этой возможности в настоящее время ведётся; в ожидании дополнительной информации, он классифицируется как находящийся на грани исчезновения, возможно вымерший.
- Siphonorhis daiquiri (Куба, Вест-Индия, доисторические времена?)
Описано из окаменевших костей в 1985 году. Ходят упорные слухи, что эта птица, которую учёные никогда не видели живой, всё ещё может выжить.

### Кукушкообразные
- Мадагаскарская кукушка Делаланда, Coua delalandei (Мадагаскар, конец XIX века?)
- Nannococcyx psix (Остров Святой Елены, Атлантика, XVIII век)

### Курообразные

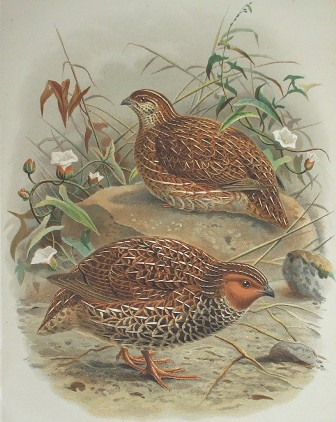
Новозеландский перепел

- Megapodius amissus (Вити Леву, Кандаву, Фиджи)
Возможно, дожил до начала XIX или даже XX века, как предполагают косвенные свидетельства.
- Megapodius molistructor
Возможно, сохранился на Новой Каледонии до конца XVIII века, о чём свидетельствуют описания птицы, названной «Tetrao australis», а позже «Megapodius andersoni».
- Megapodius sp. (Рауль, Острова Кермадек, 1876)
Считается, что большеног обитал на острове Рауль, пока популяция не была уничтожена в результате извержения вулкана. Неясно, представляют ли эти птицы отдельный таксон или происходят от доисторической интродукции полинезийскими мореплавателями.
- Новозеландский перепел, Coturnix novaezelandiae (Новая Зеландия, 1875)
- Гималайская куропатка, Ophrysia superciliosa (Северная Индия, конец XIX века?)
Официально находится на грани исчезновения. С 1876 года достоверно не регистрировалась, но всё ещё требуются тщательные исследования. В 2003 году в окрестностях Найнитала был зафиксирован ряд возможных (хотя и маловероятных) наблюдений. Малоизвестное местное название из Западного Непала, вероятно, относится к этой птице, но по разным причинам в этой стране никогда не проводилось никаких исследований по Ophrysia, и вообще не предполагается, что она там встречается (из-за того, что местное название упускается из виду).

### Моа
- Лесной малый моа, Megalapteryx didinus (Южный остров, Новая Зеландия, конец XV века?)

### Олушеобразные
- Маскаренская олуша, Papasula sp. (Маврикий и Родригес, Маскаренские острова, середина XIX века)
Неописанный вид олуши, который раньше считался популяцией олуши Абботта. Известен физически только по окаменелым костям, но, вероятно, эта птица упоминается ранними поселенцами, как «boeuf». Последний раз «boeuf» был зарегистрирован на Родригесе в 1832 году и, вероятно, вымер после вырубки лесов на острове.
- Стеллеров баклан, Phalacrocorax perspicillatus (Командорские острова, северная часть Тихого океана, около 1850 года)

### Пингвинообразные
- Чатемский пингвин, Eudyptes sp. (Острова Чатем, юго-запад Тихого океана), известен только по окаменелым костям, но птица, содержавшаяся в неволе некоторое время между 1867 и 1872 годами, может относиться к этому таксону.

### Поганкообразные
- Андская поганка, Podiceps andinus (Богота, Колумбия, 1977)
- Атитланская поганка, Podilymbus gigas (Озеро Атитлан, Гватемала, 1989)
- Карликовая поганка, Tachybaptus rufolavatus (Озеро Алаутра, Мадагаскар, 1985)
Официально объявлен вымершим в 2010 году, через 25 лет после последнего официального обнаружения. Снижение численности из-за разрушения среды обитания и гибридизации с маленькой поганкой. Исчез из единственного известного места в 1980-х годах.

### Попугаеобразные

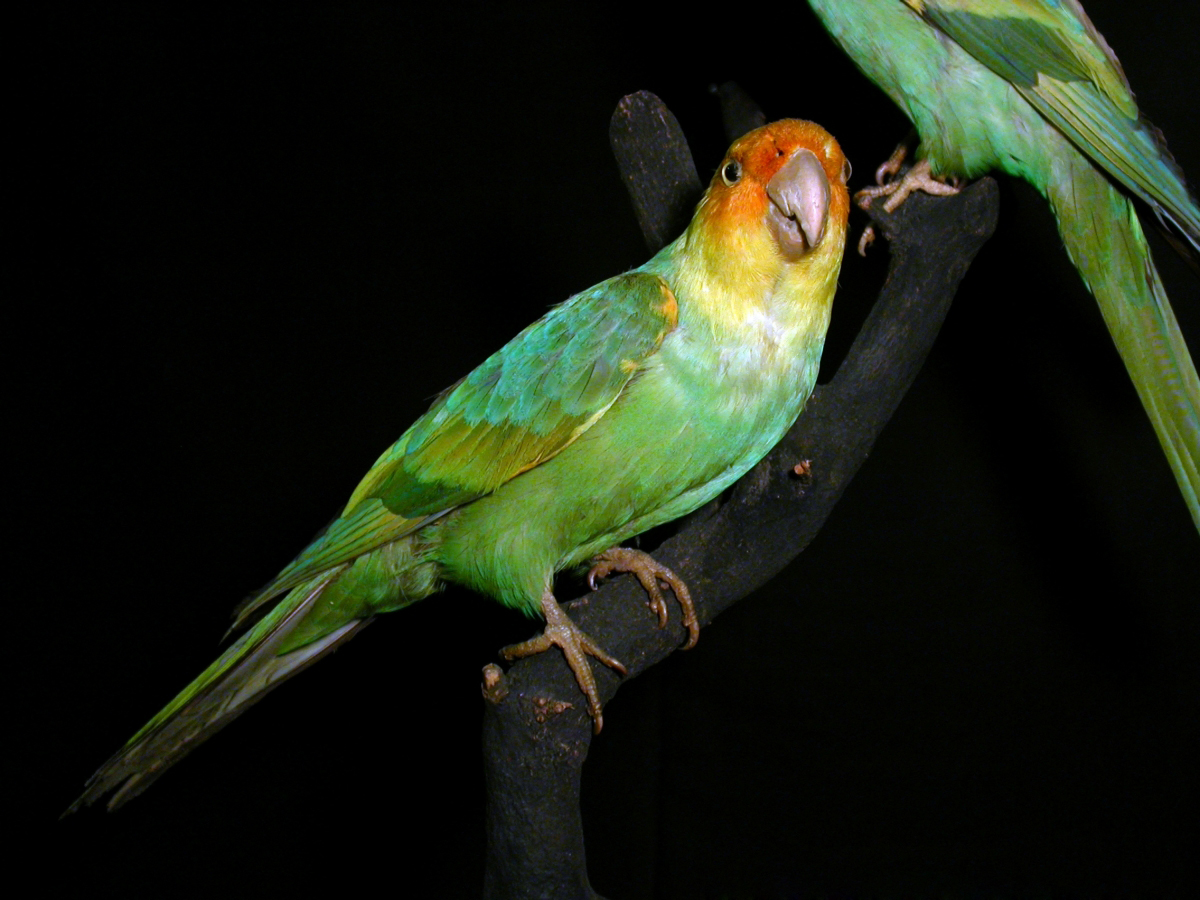
Чучело каролинского попугая, Музей Висбадена, Германия

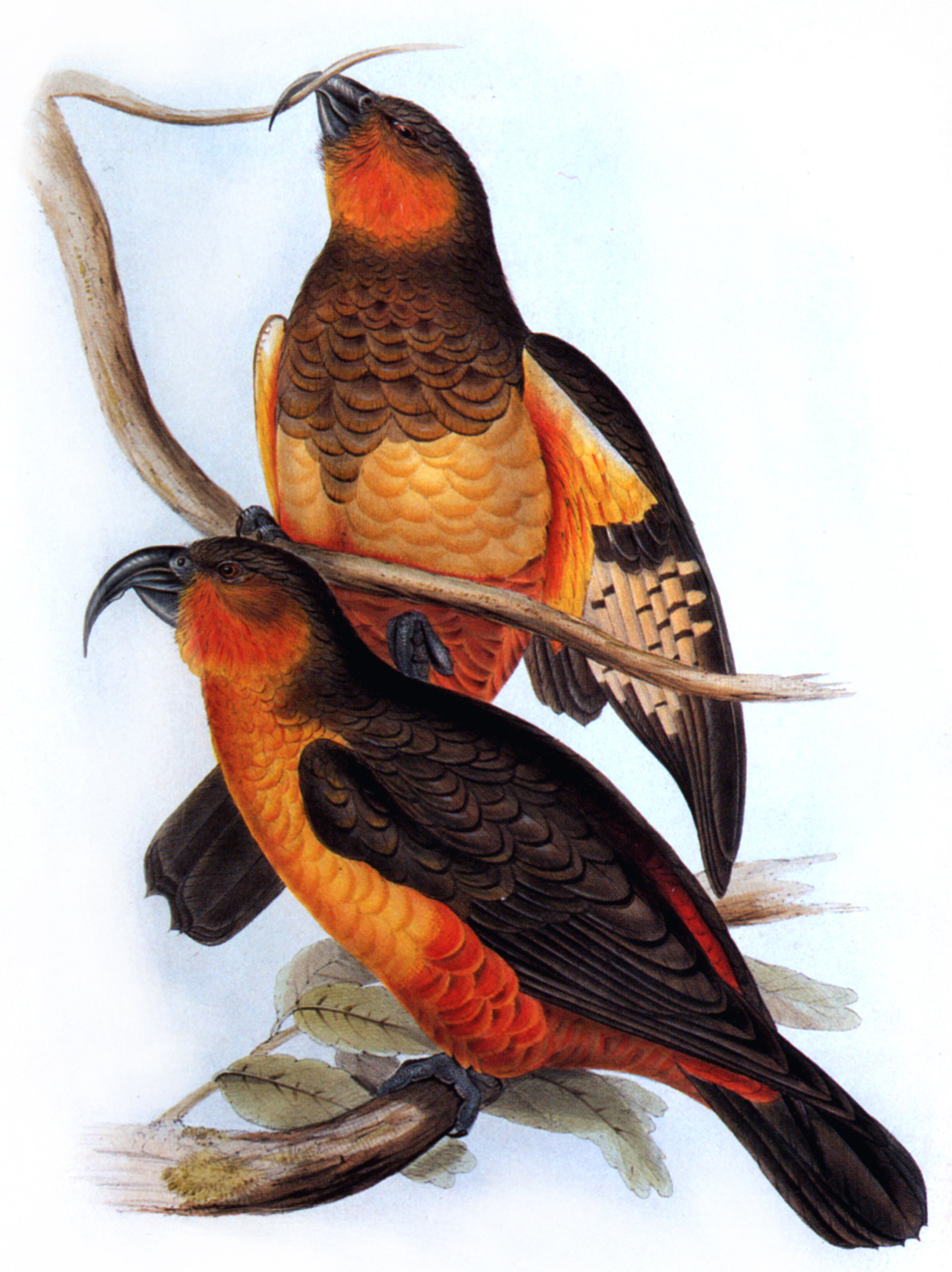
Тонкоклювый нестор

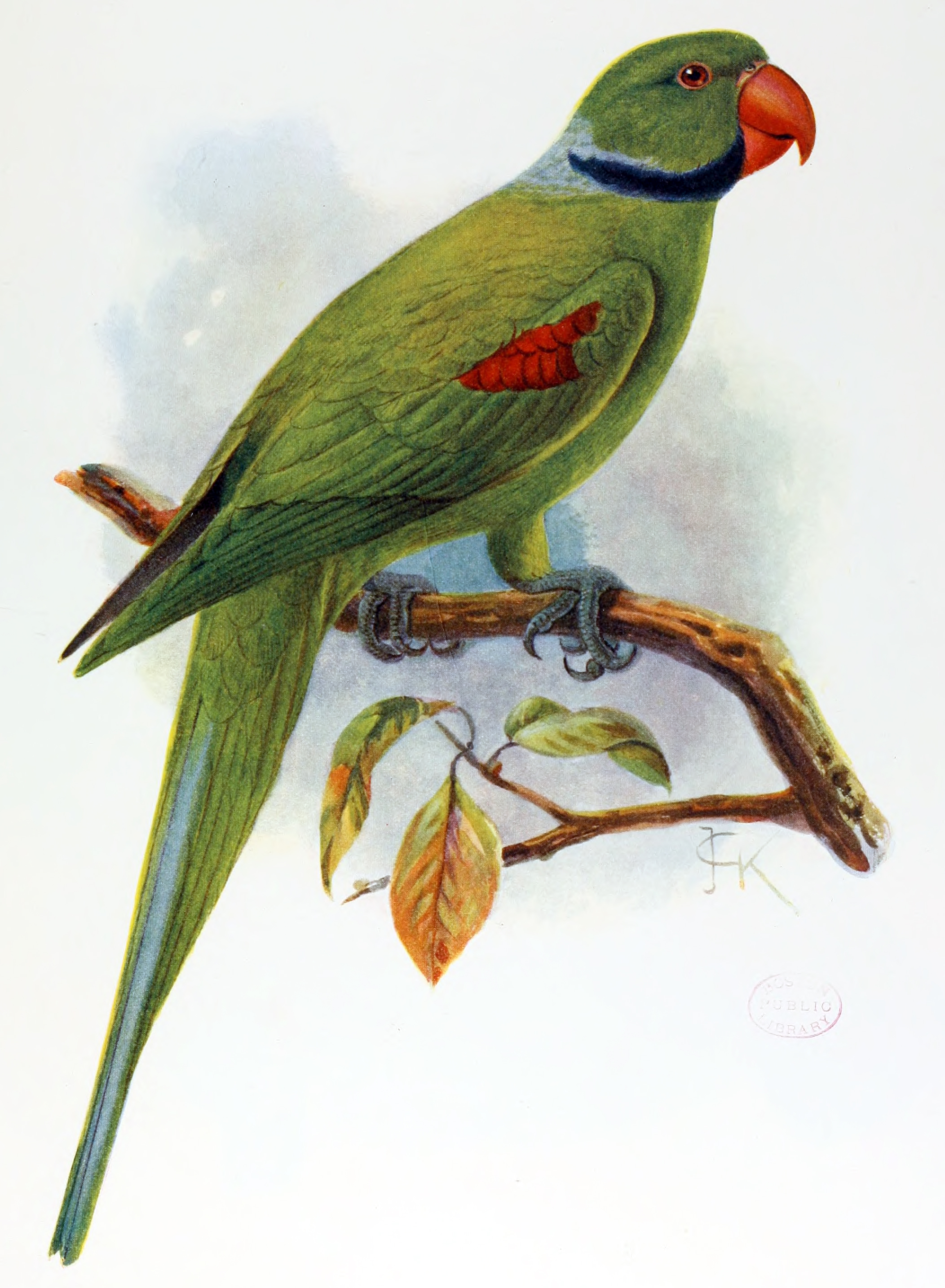
Сейшельский кольчатый попугай

- Мартиникский амазон, Amazona martinica (Мартиника, Вест-Индия, середина XVIII века)
- Фиолетовый амазон, Amazona violacea (Гуадалупе, Вест-Индия, середина XVIII века)
Эти вымершие амазоны были первоначально описаны после описаний путешественников. Оба они в настоящее время считаются действительными вымершими видами, которые тесно связаны с императорским амазоном.
- Серо-голубой гиацинтовый ара, Anodorhynchus glaucus (север Аргентины, начало XX века)
Официально он находится на грани исчезновения из-за постоянных слухов о диких птицах, но, вероятно, вымер.
- Гваделупский аратинга, Aratinga labati (Гуадалупе, Вест-Индия, конец XVIII века)
Известное только из описаний, прежнее существование этой птицы, вероятно, связано с биогеографическими причинами и потому, что описанные детали не могут быть отнесены к известным видам.
- Кубинский ара, Ara tricolor (Куба, Вест-Индия, конец XIX века)
Ряд родственных видов были описаны в Вест-Индии, но не основаны на достоверных данных. Однако в настоящее время известно, что в этом регионе существовало несколько доисторических форм.
- Новокаледонский лори, Charmosyna diadema (Новая Каледония, Меланезия, середина XX века?)
Официально находящаяся на грани исчезновения, достоверных сообщений об этой птице не поступало с начала XX века. Он, однако, невелик и незаметен.
- Каролинский попугай, Conuropsis carolinensis (Юго-восток Северной Америки, около 1930?)
Хотя дата смерти последней содержавшейся в неволе птицы в зоопарке Цинциннати 1918 год, обычно указывается как дата её вымирания, есть убедительные сообщения о том, что некоторые дикие популяции сохранились до более позднего времени. Два подвида: C. c. carolinensis (Каролинский попугай, к востоку и югу от хребта Аппалачи — вымерший в 1918 или 1930 годах) и C. c. ludovicianus (Луизианский попугай, к западу от хребта Аппалачи — вымерший в 1912 году).
- Улиетанский какарики, Cyanoramphus ulietanus (Раиатеа, острова Общества, конец XVIII века)
- Таитянский какарики, Cyanoramphus zealandicus (Таити, острова Общества, около 1850 года)
- Eclectus infectus, известные из окаменевших костей, найденных на Тонге, Вануату и, возможно, Фиджи, возможно, сохранились до XVIII века: птица, которая, по-видимому, является самцом попугая Eclectus, была нарисована в отчёте на Тонганском острове Вавау экспедицией Маласпина. Также засвидетельствовано тонганское название XIX века ʻāʻā («попугай») для «прекрасной птицы, найденной только в Эуа»[5]. Это, по-видимому, относится либо к E. infectus, который в Тонге известен только по Вавау и Эуа, либо к истреблённой популяции лори-отшельника, которая также произошла там. Вполне возможно, но маловероятно, что этот вид сохранился на острове Эуа до XIX века.
- Маврикийский чубатый попугай, Lophopsittacus mauritianus (Маврикий, Маскаренские острова, 1680?)
Возможно, дожил до конца XVIII века.
- Маскаренский попугай, Mascarinus mascarin (Реюньон и, возможно, Маврикий, Маскаренские острова, 1834?)
Последней известной особью была птица в неволе, которая была жива до 1834 года.
- Necropsittacus rodericanus (Родригес, Маскаренские острова, конец XVIII века)
Вид N. francicus является вымышленным, скорее всего N. borbonicus.
- Тонкоклювый нестор,  Nestor productus (Острова Норфолк и Филипп, юго-запад Тихого океана, 1851?)
- Райский плоскохвостый попугай, Psephotus pulcherrimus (Рокгемптон, Австралия, конец 1920-х годов)
- Psittacula bensoni (Маврикий, возможно Реюньон как Psittacula cf. bensoni). Ранее описывался как Маврикийский серый попугай (Lophopsittacus bensoni). Известен по наброску 1602 года капитана Виллема ван Вест-Занена и по окаменевшим костям, описанным Дэвидом Томасом Холиоаком в 1973 году. Возможно, он дожил до середины XVIII века.
- Родригесский ожереловый попугай, Psittacula exsul (Родригес, Маскаренские острова, около 1875 года)
- Сейшельский кольчатый попугай, Psittacula wardi (Сейшельские острова, Запад Индийского океана, 1883)

### Ракшеобразные
- Святоеленинский удод, Upupa antaois (Остров Святой Елены, Атлантика, начало XVI века)

### Ржанкообразные

Бескрылая гагарка (Pinguinus impennis)

- Coenocorypha barrierensis (Северный, Новая Зеландия, 1870-е годы)
- Coenocorypha iredalei (острова Южный и Стюарт, Новая Зеландия, 1964)
- Эскимосский кроншнеп, Numenius borealis (Север Северной Америки, конец XX века?)
Может ещё существовать; официально классифицируется, как находящийся на грани исчезновения, возможно, вымер.
- Тонкоклювый кроншнеп, Numenius tenuirostris (Западная Сибирь, начало первого десятилетия XXI века?)
Может ещё существовать; официально классифицируется, как находящийся на грани исчезновения. Несколько птиц были зарегистрированы в 2004 году, после нескольких десятилетий растущей редкости. В 2007 году в Албании было зафиксировано неподтверждённое наблюдение.
- Бескрылая гагарка, Pinguinus impennis (Ньюфаундленд, 1852)
- Канарский чёрный кулик-сорока, Haematopus meadewaldoi (Восточные Канарские острова, Восточная Атлантика, около 1940?)
Более поздние наблюдения чёрных кулик-сорок у берегов Сенегала вряд ли были связаны с этим оседлым видом, но могут быть две записи с Тенерифе — последняя в 1981 году.
- Prosobonia cancellata (Остров Рождества, Кирибати, 1850-е годы)
- Prosobonia ellisi (Муреа, Острова Общества, XIX век)
Сомнительно отличается от Prosobonia leucoptera.
- Таитянский песочник, Prosobonia leucoptera (Таити, Острова Общества, XIX век)
- Чернобрюхий чибис, Vanellus macropterus (Ява, Индонезия, середина XX века)
Официально классифицируется, как находящаяся на грани исчезновения, но поскольку эта заметная птица не была зарегистрирована с 1940 года, она почти наверняка вымерла.

### Совообразные

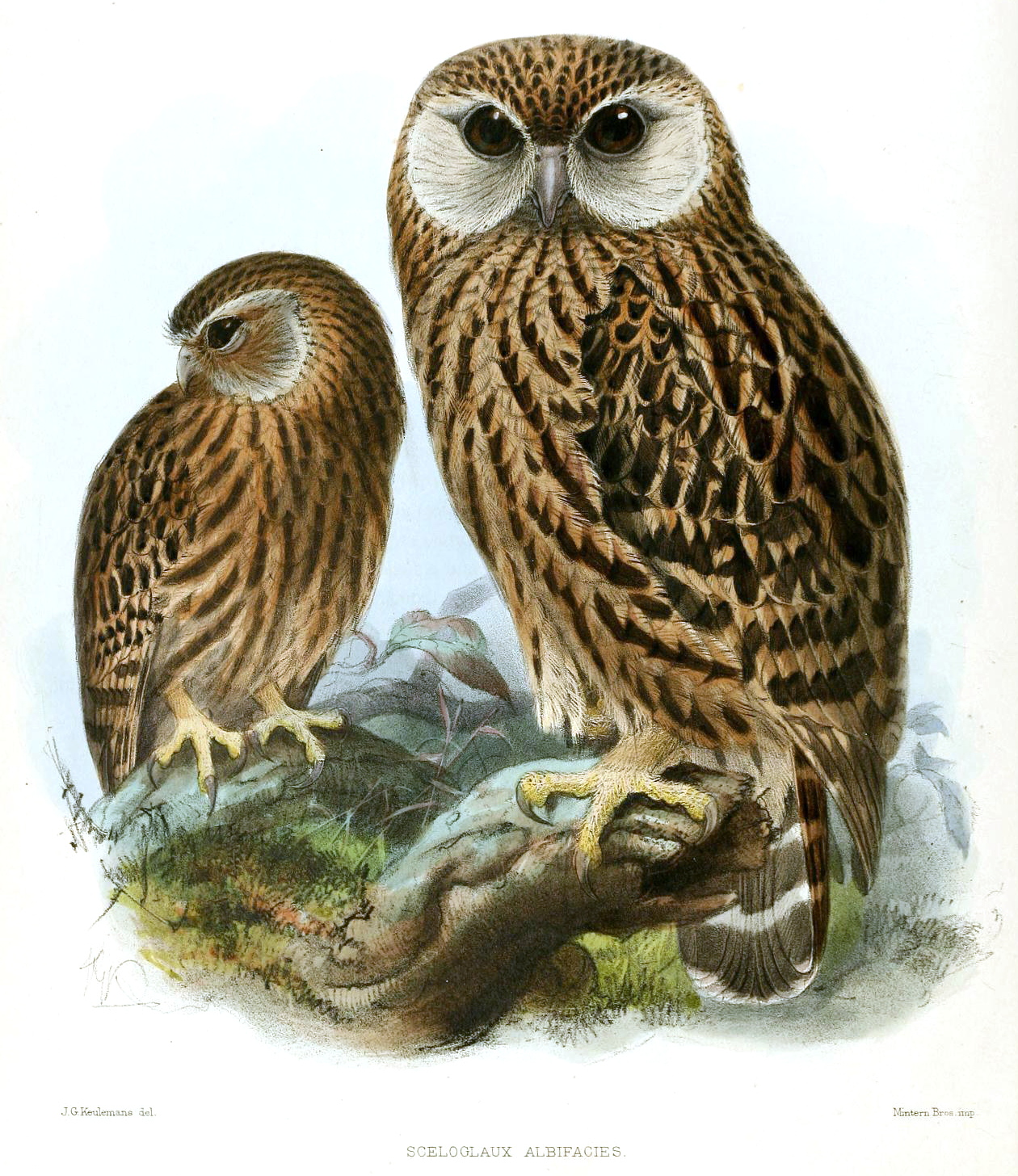
Смеющаяся сова

- Карликовая сова Пернамбуку, Glaucidium mooreorum (Пернамбуку, Бразилия, 2001?[2])
Возможно, они всё ещё существуют; классифицируются как находящиеся на грани исчезновения. Исследование BirdLife, проведённое в 2018 году с указанием моделей вымирания, рекомендовало переклассифицировать этот вид как возможно вымерший.
- Реюньонская сова, Mascarenotus grucheti (Реюньон, Маскаренские острова, конец XVII века?)
- Mascarenotus murivorus (Родригес, Маскаренские острова, середина XVIII века)
- Mascarenotus sauzieri (Маврикий, Маскаренские острова, около 1850 года)
Предыдущие три вида были по-разному помещены в Bubo, Athene, «Scops» (=Otus), Strix и Tyto, прежде чем было установлено их истинное родство.
- Ninox cf. novaeseelandiae (Новая Каледония, Меланезия)
Известно только по доисторическим костям, но возможно, что выжил.
- Совка Сяо, Otus siaoensis (XX век?)
Известен только по голотипу, собранному в 1866 году. Эндемик небольшого вулканического острова Сиау к северу от Сулавеси в Индонезии; может ещё выжить, так как в Сиау ходят слухи о совах.
- Смеющаяся сова, Sceloglaux albifacies (Новая Зеландия, 1914?)
Два подвида, S. a. albifacies (Южный остров и остров Стюарта, вымершие в 1914 году?) и S. a. rufifacies (Северный остров, вымерший около 1870-х годов?); косвенные свидетельства говорят о том, что небольшие популяции сохранились до начала/середины XX века.
- Tyto cavatica, известно по доисторическим останкам, найденным в пещерах Пуэрто-Рико, Вест-Индия; возможно, они всё ещё существовали в 1912 году, учитывая сообщения о присутствии пещерных сов.
- Tyto pollens, известно по доисторическим останкам, найденным на острове Андрос (Багамские острова); возможно, они сохранились до XVI века, о чём свидетельствует легенда о «чикчарни».

### Соколообразные
- Гуадалупская каракара, Caracara lutosa (Гуадалупе, Восточная часть Тихого океана, 1900 или 1903 год)
- Реюньонская пустельга, Falco duboisi (Реюньон, Маскаренские острова, около 1700 годов)

### Стрижеобразные
- Изумрудный колибри Брейса, Chlorostilbon bracei (Нью-Провиденс, Багамские острова, конец XIX века)
- Изумрудный колибри Гоулда, Chlorostilbon elegans (Ямайка или север Багамских островов, Вест-Индия, конец XIX века)
- Медный колючехвостый колибри, Discosura letitiae (Боливия?)
Известно только о трёх торговых образцах неизвестного происхождения. Возможно, он всё ещё существует.
- Бирюзовый эрион, Eriocnemis godini (Эквадор, XX век?)
Официально классифицирован, как находящийся на грани исчезновения, возможно, вымерший. Известный только из шести образцов до 1900 года, среда обитания на единственном известном месте, где это произошло, была уничтожена. Однако вопрос о распределении птиц остаётся нерешённым.

### Эпиорнисообразные
- Мадагаскарский эпиорнис, Aepyornis maximus и/или Aepyornis medius (Мадагаскар, XVI век?)

## Вымершие подвиды птиц и подвиды с неопределённым статусом
Вымирание подвидов — это предмет, очень зависящий от догадок. Национальные и международные природоохранные проекты и исследовательские публикации, такие как красные книги, как правило, сосредоточены на видах в целом. Надёжная информация о статусе находящихся под угрозой подвида обычно должна собираться по частям из опубликованных наблюдений, таких как региональные контрольные списки. Следовательно, следующий список содержит высокую долю таксонов, которые могут всё ещё существовать, но перечислены здесь из-за любой комбинации отсутствия недавних записей, известной угрозы, такой как разрушение среды обитания, или наблюдаемого сокращения.

### Аистообразные
- Bostrychia olivacea rothschildi (Принсипи, Гвинейский залив, сохранившийся до наших дней)

Подвид зелёного ибиса или (как Bostrychia bocagei rothschildi) Ибиса Сан-Томе, если это считается отдельным видом. Он не был зарегистрирован на протяжении большей части XX века и считался вымершим, но неоднократно регистрировался в 1990-х годах и теперь должен рассматриваться, как существующий.
- Nycticorax caledonicus crassirostris (Накододзима и Титидзима, острова Огасавара, около 1890 года)

Подвид каледонской кваквы.

### Воробьинообразные
Австралийские зарянки
- Melanodryas cucullata melvillensis (Острова Тиви, Австралия, 1992)

Подвид капюшонной петроики, последний раз наблюдавшийся в 1992 году и не обнаруженный в ходе поисков в конце 1990-х годов.
Африканские славки
- Sylvietta leucophrys chapini (Бассейн Конго, конец XX века?)

Подвид белобровой сильвиетты, иногда указанный как отдельный вид. Ограниченная плоскогорьем Ленду, она, вероятно, встречается редко, хотя там, где остаётся нетронутый лес, вероятно, сохранилась.
Белоглазковые 
- Apalopteron familiare familiare (Группа Мукодзима, острова Огасавара, XX век?)

Подвид Apalopteron familiare не зарегистрирован с момента сбора последнего экземпляра в 1930 году.
- Zosterops conspicillatus conspicillatus (Гуам, Марианские острова, 1983)

Номинативный подвид белоглазки-говорушки или, возможно, монотипный вид. Последняя запись в 1983 году.
Бюльбюлевые 
- Pycnonotus nieuwenhuisii inexspectatus (Суматра, Индонезия, конец XX века?)

Подвид очковой настоящей бюльбюли, известный по одному экземпляру 1937 года. Весь «вид» может быть гибридом.
Веерохвостковые 
- Rhipidura fuliginosa cervina (Остров Лорд-Хау, юго-западная часть Тихого океана, около 1925 года)

Подвид серой веерохвостки, который считался практически вымершим в 1924 году и не был обнаружен исследованиями четыре года спустя.
- Rhipidura rufifrons uraniae (Гуам, Марианские острова, 1984)

Подвид краснолобой веерохвостки, заметная птица, которая не была зарегистрирована с 1984 года.
Врановые 
- Corvus corax varius morpha leucophaeus (Фарерские острова, 1948)

Ярко выраженная местная цветовая морфология исландского подвида обыкновенного ворона.
Вьюрковые 
- Carpodacus mexicanus mcgregori (Сан-Бенито, Восточная часть Тихого океана, около 1940-е года)

Подвид мексиканской чечевицы.
- Paroreomyza montana montana (Ланаи, Гавайские острова, 1937)

Подвид Paroreomyza montana (или, точнее, Maui Nui ʻalauahio). Последний раз он был зарегистрирован в 1937 году и наверняка вымер к 1960 году.
Вьюрковые ткачики 
- Neochmia ruficauda ruficauda (Австралия, 1995)

Подвид тростникового астрильда; последний раз зарегистрирован в 1995 году и не найден во время поисков позже в 1990-х годах. Известно, что он не выживал в неволе.
Гуйи 
- Кокако, Callaeas cinereus cinereus (Южный остров, Новая Зеландия, 1960-е годы?)

Этот подвид кокако обычно считается вымершим, так как он не был достоверно зарегистрирован с 1967 года. Тем не менее, последние сообщения из Фьордленд предполагают, что популяция может существовать.
Древесницевые 
- Geothlypis rostrata rostrata (Нью-Провиденс, Багамы, 1990?)

Номинативный подвид багамского маскового певуна почти или полностью вымер.
Дроздовые 
- Cichlherminia lherminieri sanctaeluciae (Сент-Люсия, Вест-Индия, сохранившиеся до наших дней)

Подвид антильского дрозда. Он считался вымершим, но таксон был записан в Des Chassin в 2007 году.
- Myadestes elisabeth retrusus (Остров Хувентуд, Вест-Индия, XX век)

Подвид кубинского дрозда-отшельника. Последние подтверждённые записи были сделаны в 1930-х годах, а неподтверждённые — в начале 1970-х.
- Turdus poliocephalus mareensis (Маре, Меланезия, начало XX века)

Подвид горного дрозда, последний раз собранный в 1911 или 1912 году и больше не найденный в 1939 году.
- Turdus poliocephalus poliocephalus (Остров Норфолк, юго-западная часть Тихого океана, около 1975 года)

Ещё один подвид горного дрозда последний раз видели в 1975 году.
- Turdus poliocephalus pritzbueri (Лифу, Меланезия, сохранившиеся до наших дней)

Ещё один подвид горного дрозда. Птицы, живущие на Танне, Новые Гебриды, в настоящее время считаются одним и тем же подвидом. Однако, учитывая тот факт, что этот вид легко дифференцируется на подвиды и что расстояние между Танной и Лифу значительно, эти птицы могут принадлежать к другому подвиду, и в этом случае дрозд с Лифу будет считаться вымершим.
- Turdus poliocephalus vinitinctus (начало XX века)

Ещё один подвид горного дрозда, последний раз зарегистрированный в 1913 году и вымерший к 1928 году.
- Zoothera camaronensis kibalensis (Юго-западная Уганда, конец XX века?)

Подвид камерунского дрозда известен только по двум экземплярам 1966 года. Вероятно, они выживут в подходящей среде обитания, но могут уже вымереть.
- Zoothera heinei choiseuli (Шуазёль, Соломоновы Острова, середина XX века?)

Подвид Zoothera heinei известен по одному экземпляру, найденному в 1924 году. Он мог быть убит интродуцированными кошками, но остров мало известен, и поэтому его не следует считать вымершим.
- Zoothera mendeni mendeni (Пеленг, Индонезия, середина XX века?)

Номинативный подвид Zoothera mendeni; малоизвестен.
Земляные тимелии 
- Malacocincla sepiarium vanderbilti (Суматра, Индонезия, конец XX века?)

Загадочный подвид таиландской мышиной тимелии, известный по одному экземпляру. Его не видели самое позднее с 1940-х годов.
Иволговые 
- Oriolus xanthonotus assimilis (Себу, Филиппины, XX век?)

Подвид черноголовой иволги не подтверждён с 1906 года, хотя в 2001 году были неподтверждённые сообщения, предполагающие возможность выживания.
Камышовковые 
- Acrocephalus caffer garretti (Хуахине, Острова Общества, около 1900 года)

Малоизвестный подвид длинноклювой камышовки. Образцы были собраны в конце 1800-х годов, но экспедиция Уитни в 1921 году не нашла ни одного.
- Acrocephalus familiaris familiaris (Остров Лейсан, Гавайские острова, конец 1910-х годов)

Номинативный подвид гавайской камышовки.
- Acrocephalus rehsei ssp.? (Маршалловы Острова, Микронезия, около 1880 года?)

В устной традиции и в некоторых ранних сообщениях упоминается птица по имени annañ, обитающая на некоторых из Маршалловых островов. Лучше всего подходит тростниковая камышовка Науру; возможно, annañ был неописанным подвидом этого вида или отдалённым, но родственным видом тростниковой камышовки.
Корольки 
- Regulus calendula obscurus (Гуадалупе, Восточная часть Тихого океана, XX век)

Подвид рубиновоголового королька, который не был зарегистрирован с 1953 года.
Короткокрылые камышовки 
- Urosphena subulata advena (Бабар, Индонезия, сохранились до наших дней)

Подвид тиморской короткокрылой камышовки, который считался вымершим, но был зарегистрирован как распространённый на Бабаре в 2009 и 2011 годах.
Крапивниковые 
- Salpinctes obsoletus exsul (Сан-Бенедикто, Острова Ревильяхихедо, 1952)

Подвид скального длинноклювого крапивника, который вымер около 9 часов утра 1 августа 1952 года, когда его островная среда обитания была разрушена в результате мощного извержения вулкана.
- Thryomanes bewickii brevicauda (Гваделупе, восточная часть Тихого океана, конец 1890-х годов?)

Подвид Thryomanes bewickii. Дата исчезновения «1903», по-видимому, ошибочна; последняя бесспорная запись датируется 1897 годом, и тщательный поиск в 1901 году не смог его найти.
- Thryomanes bewickii leucophrys (Сан-Клементе, Восточная часть Тихого океана, 1941)

Ещё один подвид Thryomanes bewickii, последний раз зарегистрированный в 1941 году.
- Troglodytes aedon guadeloupensis (Гваделупа, Карибский бассейн, конец XX века?)

Найден в 1914, 1969 и 1970 годах; сейчас очень редок или уже вымер. Таксономия не раскрыта. Часть комплекса домовый крапивник; другие научные названия: T. musculus guadeloupensis и T. guadeloupensis
- Troglodytes aedon martinicensis (Мартиника, Карибский бассейн, около 1890 года)

Последний раз его находили в 1886 году. Ещё один домовый крапивник сложного таксона; другие научные названия включают T. musculus martinicensis и T. martinicensis.
- Troglodytes troglodytes orii (Острова Дайто, северо-западная часть Тихого океана, около 1940 года)

Спорный подвид крапивника; как известно из единственного экземпляра, который мог быть бродячей особью, он, возможно, недействителен.
Ласточковые 
- Tachycineta euchrysea euchrysea (Ямайка, Вест-Индия, около 1990 года?)

Номинативный подвид золотистой американской ласточки, эндемик Ямайки. Последнее крупное местонахождение было уничтожено в 1987 году, а последнее подтверждённое наблюдение было сделано в 1989 году. Возможно, они всё ещё существуют на Кокпит-Кантри.
Ласточковые сорокопуты 
- Strepera graculina ashbyi (Виктория, Австралия, 1927)

Этот подвид пестрохвостой вороны-флейтиста был задавлен другими подвидами, которые, вероятно, вступили в контакт после разрушения среды обитания в 1830-х годах. Последние определённо отличающиеся особи были зарегистрированы в 1927 году.
Личинкоедовые 
- Coracina coerulescens altera (Себу, Филиппины, XX век?)

Подвид Coracina coerulescens может существовать, поскольку птицы довольно легко узнаваемые, и поэтому запись за 1999 год, вероятно, будет действительной, хотя исследования с тех пор не смогли её найти.
- Coracina coerulescens deschauenseei (Мариндуке, Филиппины, конец XX века?)

Ещё один подвид Coracina coerulescens, описанный по образцам, собранным в 1971 году, но, по-видимому, с тех пор не замеченных. Поскольку мало кто из орнитологов посещал Мариндуке и на острове сохранились леса, считается, что он сохранился до наших дней.
- Coracina striata cebuensis (Себу, Филиппины, начало XX века)

Подвид Coracina striata не регистрировался с момента его сбора в 1906 году.
- Coracina tenuirostris edithae (Сулавеси, середина XX века)

Подвид Coracina tenuirostris известен по одному экземпляру, собранному в 1931 году; вполне возможно, что это просто бродячая особь.
- Lalage leucopyga leucopyga (Остров Норфолк, юго-западная часть Тихого океана, 1942)

Подвид длиннохвостого личинкоеда-свистуна, возможно, отдельный вид.
Малюровые 
- Amytornis modestus inexpectatus (Новый Южный Уэльс, Австралия, 1886)

Подвид Amytornis modestus, последний раз зарегистрированный в 1886 году.
- Amytornis modestus modestus (Северная Территория, Австралия, 1936)

Ещё один подвид Amytornis modestus. Последняя запись — кладка яиц, взятая в 1936 году.
- Amytornis textilis macrourus (Западная Австралия, 1910)

Подвид толстоклювого травяного малюра, последний раз собранный в 1910 году и с тех пор вымерший.
Монарховые 
- Hypothymis coelestis rabori (Негрос и, возможно, Сибуян, Филиппины, конец XX века?)

Подвид Hypothymis coelestis, нередкий на Негросе в 1959 году, но не зарегистрированный с тех пор. Единственный Сибуянский образец из неизвестной местности, взятого в XIX веке, является единственной записью для этого острова.
- Pomarea mendozae mendozae (Хива-Оа и Тахуата, Маркизские острова, конец XX века)

Номинативный подвид маркизской помареи, который был очень редким к 1974 году и не был обнаружен во время многочисленных исследований в 1990-х годах.
Муравьеловковые
- Grallaria gigantea lehmanni (Колумбия, XX век?)

Подвид гигантской граллярии (или, возможно, гигантской граллярии), по-видимому, не зарегистрирован с 1940-х годов. Может ещё выжить в Национальном природном парке Пурасе, где сохранилось множество мест обитания.
- Grallaria milleri gilesi (Антьокия, Колумбия, XX век?)

Подвид коричневопоясной граллярии, недавно описанный из образца, собранного в 1878 году. С тех пор он не был зарегистрирован, несмотря на исследования в ряде вероятных мест.
Мухоловковые 
- Rhinomyias colonus subsolanus (Сулавеси, Индонезия, конец XX века?)

Подвид Rhinomyias colonus, известный по одному экземпляру; может быть недействительным.
- Saxicola dacotiae murielae (Архипелаг Чинихо, Канарские острова, начало XX века)

Подвид канарского чекана.
Настоящие овсянки 

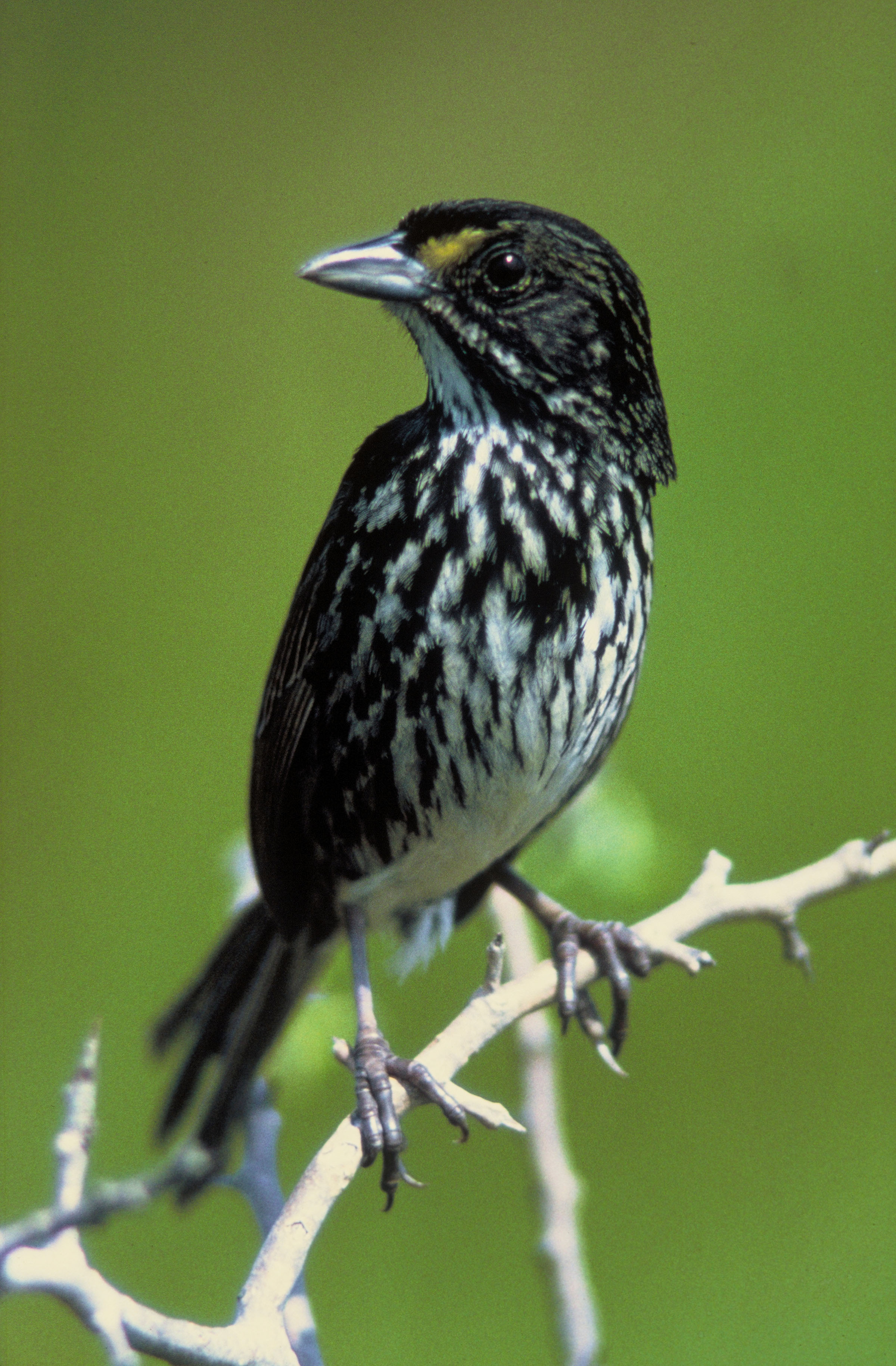
Ammodramus maritimus

- Aimophila ruficeps sanctorum (Islas Todos Santos, восточная часть Тихого океана, 1970-е годы?)

Подвид рыжешапочной аимофилы, когда-то широко распространённый, но не зарегистрированный во время исследований в 1970-х годах или позже.
- Ammospiza maritima nigrescens (Флорида, 1980-е годы)

Подвид приморской овсянки-барсучка, последний раз зарегистрированный в дикой природе в 1987 году.
- Melospiza melodia graminea (Остров Санта-Барбара, конец 1960-х годов).

Последний раз видели в 1967 году, вымерли из-за сильного лесного пожара в 1959 году и последующего хищничества диких кошек. Официально объявленный вымершим USFWS в 1983 году.
Овсянковые
- Geospiza magnirostris magnirostris (Флореана?, Галапагосские острова, 1957?)

Сомнительный подвид большого земляного вьюрка, собранного Чарльзом Дарвином в 1835 году; он не дал точного местонахождения. Похожая птица была найдена в 1957 году, но больше её никто никогда не видел.
- Loxigilla portoricensis grandis (Сент-Китс и доисторическая Барбуда, Вест-Индия, 1930)

Подвид красноголовой снегирёвой овсянки.
Оляпковые 
- Cinclus cinclus olympicus (Кипр, Северо-восточное Средиземноморье, 1945)

Подвид оляпки сомнительной достоверности. Вымер в 1945 году.
Пеночки 
- Phylloscopus canariensis exsul (Лансароте и, возможно, Фуэртевентура, Канарские острова, XX век?)

Подвид канарской пеночки, вероятно, вымер к 1986 году.
Пересмешниковые 
- Allenia fusca atlantica (Барбадос, Вест-Индия, 1987?)

Подвид чешуегрудого крикливого пересмешника последний раз был зарегистрирован в 1987 году. С тех пор большая часть его ареала была обыскана без каких-либо записей.
Печниковые 
- Cranioleuca pyrrhophia rufipennis (Северная Боливия, XX век?)

Подвид Cranioleuca pyrrhophia, известный по нескольким экземплярам и не зарегистрированный с 1950-х годов; может быть под угрозой исчезновения или, возможно, вымер.
- Upucerthia dumetaria peruana (Перу, XX век?)

Подвид чешуегорлого пищухового землелаза, он известен только по двум экземплярам, взятым в начале 1950-х годов в Пуно, Перу, и с тех пор никогда не был найден. Она вполне может сохраниться, поскольку нет никаких очевидных причин, по которым она должна была бы вымереть.
Питтовые 
- Pitta anerythra nigrifrons (Шуазёль, Соломоновы острова, конец XX века?)

Подвид чернолицой питты. Не найдено во время недавних поисков; сомнительные записи с близлежащих островов. Возможно, наблюдатели не обратили на это внимания.
- Pitta anerythra pallida (Бугенвиль, Соломоновы острова, середина XX века?)

Ещё один подвид чернолицой питты. Когда-то распространённый на Бугенвиле; не регистрировался с 1938 года, но, вероятно, был упущен из виду.
Радужные птицы 
- Acanthiza pusilla archibaldi (Остров Кинг, Австралия, сохранившийся до наших дней)

Подвид рыжелобой шипоклювки, который был зарегистрирован только около 10 раз с момента его открытия и считается вымершим по некоторым источникам. Последняя запись поступила в 2002 году, предполагая, что популяция, вероятно, существует, но очень редкая.
- Dasyornis broadbenti littoralis (Австралия, середина XX века)

Подвид рыжеголовой щетинкоклювки не регистрируются с 1940 года, несмотря на ряд исследований, начиная с 1970-х годов.
Сверчковые 
- Cincloramphus rufus clunei (Вануа-Леву, Фиджи, конец XX века?)

Это подвид Cincloramphus rufus; он был найден только один раз, но в 1990 году было неподтверждённое свидетельство, свидетельствующее о том, что он, вероятно, сохранился до наших дней.
Синицевые 
- Poecile varia orii (Острова Дайто, северо-западная часть Тихого океана, 1938)

Подвид тиссовой синицы, по-разному относящийся к роду Sittiparus и Parus. Последний раз зафиксирован в 1938 году и не обнаружен при последующих исследованиях в 1984 и 1986 годах.
- Periparus ater phaeonotus (Загрос, Юго-западный Иран)

Подвид московки, известный только по типовому образцу с 1870 года.
Славковые 
- Chrysomma altirostre altirostre (Мьянма, XX век?)

Номинативный подвид бледноклювой мупинии был в последний раз подтверждён в 1941 году, но поскольку в его ареале было мало полевых работ и возможно наблюдение в 1994 году, считается, что он сохранился.
- Sylvia melanocephala/momus norissae (Египет, 1939)

Сомнительно отчётливый подвид средиземноморской славки. Он не был зафиксирован с 1939 года.
Танагровые 
- Calyptophilus frugivorus frugivorus (Восточное Гаити, Вест-Индия, конец XX века)

Подвид корнихона; последняя (неподтверждённая?) запись была сделана в 1982 году, и с тех пор согласованные усилия по её поиску не увенчались успехом.
- Calyptophilus tertius abbotti (Гонав, Вест-Индия, около 1980 года?)

Подвид Calyptophilus tertius последний раз был зарегистрирован в 1977 году и, вероятно, вымер.
Тиранновые 
- Lathrotriccus euleri flaviventris (Гренада, Вест-Индия, 1950-е годы?)

Подвид Lathrotriccus euleri, ранее известный, как Empidonax euleri johnstonei. Он не был зарегистрирован с 1950-х годов.
- Polystictus pectoralis bogotensis (Центральная Колумбия, XX век)

Подвид узкохвостого пестрогорлого тачури, или, возможно, особый вид, который не был зарегистрирован в течение некоторого времени и в настоящее время вымер.
- Pyrocephalus rubinus dubius (Сан-Кристобаль, Галапагосские острова, конец XX века)

Подвид Pyrocephalus obscurus, описанный как чрезвычайно редкий Дэвидом Стедманом в 1980-х годах и не найденный, несмотря на шестимесячные исследования в 1998 году. Иногда считается полноценным видом.
Трупиаловые 
- Icterus leucopteryx bairdi (Большой Кайман, Вест-Индия, конец XX века)

Подвид ямайского цветного трупиала, последний раз зарегистрированный в 1967 году.
Усатые синицы
- Panurus biarmicus kosswigi (Южная Турция, сохранившаяся до наших дней)

Подвид усатой синицы, который считался вымершим из-за осушения озера Амик, но всё ещё сохранился в этом районе.
Флейтистовые 
- Cinclosoma punctatum anachoreta (Австралия, середина 1980-х годов?)

Подвид синегрудого пёстрого флейтиста, последний раз зарегистрированный в 1983 году и не обнаруженный в ходе исследования в следующем году.
Цистиколовые 
- Apalis chariessa chariessa (Кения, конец XX века?)

Номинативный подвид белокрылого апалиса остаётся известным только из реки Тана, центра эндемизма. Последний раз он был записан в 1961 году.
- Eremomela turneri kalindei (Бассейн Конго, конец XX века?)

Западноафриканский подвид Eremomela turneri не регистрировался с конца 1970-х годов, но в его ареале имеется неизученная среда обитания, где он может выжить.
Passerellidae
- Pipilo maculatus consobrinus (Остров Гуадалупе, Восточная часть Тихого океана, около 1900 года)

Подвид Pipilo maculatus.

### Голубеобразные
- Columba janthina nitens (Острова Огасавара, северо-западная часть Тихого океана, сохранившиеся до наших дней)

Считается, что подвид чёрного голубя вымер в 1980-х годах, но есть недавние сообщения и фотографии, и таксон в настоящее время считается существующим, хотя и очень редким.
- Columba palumbus maderensis (Мадейра, Восточная Атлантика, начало XX века)

Подвид лесного голубя.
- Columba vitiensis godmanae (Остров Лорд-Хау, Юго-западная часть Тихого Океана, 1853)

Последний раз подвид белогорлого голубя был зарегистрирован в 1853 году и почти наверняка вымер к 1869 году.
- Columba vitiensis ssp. (Вавау, Тонга, конец XVIII века?)

Этот подвид белогорлого голубя известен только из сноски в Общей истории птиц Джона Лейтема и, по-видимому, вымер незадолго до 1800 года; возможно, местоположение ошибочно, и примечание действительно относится к сохранившейся популяции на Фиджи.
- Ducula carola nigrorum (Негрос и, вероятно, Сикихор, конец XX века?)

Подвид пятнистокрылого плодоядного голубя не регистрировался с 1950-х годов.
- Gallicolumba crinigera bartletti (Басилан, Филиппины, середина XX века?)

Подвид Gallicolumba crinigera, о котором в последний раз сообщалось в 1925 году, и учитывая массовое разрушение среды обитания, скорее всего, вымер.
- Gallicolumba erythroptera albicollis (Центральные острова Туамоту, XX век?)

Подвид краснокрылого куриного голубя с Центрального Туамоту, часто называемый G. e. pectoralis, исчез в неустановленный срок, но всё ещё могут существовать на некоторых необитаемых атоллах. Идентичность северных популяций Туамоту, возможно, всё ещё существующих, не определена.
- Gallicolumba jobiensis chalconota (Велья-Лавелья, Макира и Гуадалканал, Соломоновы острова, конец XX века?)

Подвид белогрудого куриного голубя или, возможно, отдельный вид. Известно только о четырёх экземплярах, но нет никаких недавних записей, и местное население сообщает, что он исчез.
- Gallicolumba luzonica rubiventris (Катандуанес, Филиппины, конец XX века?)

Подвид лусонского кровавогрудого куриного голубя известен по одному экземпляру, собранному в 1971 году. Недавно появились сообщения о существовании этого таксона, и, поскольку большая часть его лесной среды обитания сохранилась, он, вероятно, сохранился до наших дней.
- Hemiphaga novaeseelandiae spadicea (Остров Норфолк, юго-западная часть Тихого океана, начало XX века)

Подвид новозеландского плодоядного голубя не регистрировался с 1900 года. Подобные птицы были зарегистрированы на острове Лорд-Хау; они, по-видимому, представляют собой ещё один вымерший подвид, но до сих пор не описаны.
- Hemiphaga novaeseelandiae ssp. nov. (Рауль, острова Кермадек, XIX век)

Ещё один неописанный подвид (или, возможно, вид) новозеландского плодоядного голубя, известный по костям и краткому отчёту.
- Nesoenas picturata aldabrana (Амирантские острова, Сейшелы, конец XX века)

Этот подвид мадагаскарской горлицы просуществовал по меньшей мере до 1974 года, после чего он был скрещён с интродуцированным номинативным подвидом.
- Ptilinopus porphyraceus marshallianus (Эбон?, Маршалловы острова, конец XIX века?)

Подвид пурпурношапочного пёстрого голубя сомнительной достоверности. Известно по одному экземпляру, собранному в 1859 году; неизвестно, действительно ли эта птица появилась на Эбоне. Всё, что можно сказать, это то, что этот подвид больше нигде не встречается.
- Ptilinopus rarotongensis «byronensis» (Мауке, Острова Кука, середина или конец XIX века)

Подвид раротонгского пёстрого голубя, известный только по описанию ныне утраченного экземпляра. Доисторически вымершая популяция на Мангае, вероятно, также принадлежит к другому отдельному подвиду.

### Гусеобразные
- Anas cyanoptera borreroi (Колумбия, середина XX века?)

Подвид коричневого чирка, известный только из запретной зоны в Западном Кордильере Колумбии, с несколькими записями из Эквадора. Он был обнаружен в 1946 году и к 1956 году считается вымершим.
- Anas georgica niceforoi (Колумбия, 1950-е годы)

Подвид желтоклювой шилохвости, который не регистрировался с 1950-х годов.
- Anas gibberifrons remissa (Реннелл, Соломоновы Острова, около 1959 года)

Сомнительно отличающийся подвид зондского чирка, который исчез из-за нападений на молодых птиц интродуцированной мозамбикской тиляпии (Oreochromis mossambicus).
- Anas strepera couesi (Терайна, Кирибати, около 1900 года)

Этот островной подвид серой утки был обнаружен в 1874 году и с тех пор не регистрировался, так как ни один из них не был найден экспедицией 1924 года из Гонолулского Музея Бишопа.
- Branta hutchinsii asiatica (Командорские и Курильские острова, Северный Тихий океан, около 1914 или 1929 года)

Подвид малой канадской казарки (ранее называвшегося Беринговой канадской казаркой (Branta canadensis asiatica), который сомнительно отличается от подвида средняя канадская казарка.

### Дрофообразные
- Ardeotis arabs lynesi (Марокко, конец XX века?)

Подвид Аравийской большой дрофы. Последний раз наблюдался в 1993 году в окрестностях Мерзуги.

### Дятлообразные
- Brachygalba lugubris phaeonota (Бразилия, конец XX века?)

Подвид бурогорлой брахигальбы, или, возможно, гибрид, цветовая морфология или полный вид. Возможно, он выжил, так как это известно только из отдалённой и редко посещаемой области.
- Capito hypoleucus carrikeri (Колумбия, сохранившаяся до наших дней)

Подвид белоспинного кабезона, который в некоторых источниках также считается вымершим, но подтверждённый исследователями в Колумбии.
- Capito hypoleucus hypoleucus (Колумбия, сохранившаяся до наших дней)

Номинативный подвид белоспинного кабезона считался вымершим, но был недавно зарегистрирован.
- Colaptes auratus rufipileus (Гуадалупе, Восточная часть Тихого океана, около 1910 года)

Подвид золотого шилоклювого дятла (или красношапочного шилоклювого дятла, как C. cafer rufipileus), он был в последний раз зарегистрирован в 1906 году и больше не встречался ни в 1911, ни в 1922 году. Он может оказаться недействительным. В последнее время залётные птицы материкового красношапочного подвида начали реколонизировать остров, поскольку среда обитания улучшается после удаления одичавших коз.
- Dryocopus javensis cebuensis (Себу, Филиппины, XX век)

Известно только по трём экземплярам, собранным до 1900 года.
- Melanerpes superciliaris bahamensis (Большой Багама, Багамы, 1950-е годы)

Подвид багамского меланерпеса несколько неопределённой достоверности.
- Meiglyptes tristis tristis (Ява, Индонезия, около 1920 года?)

Номинативный подвид жёлтопоясничного волнистого дятла стал редким в течение XIX века из-за разрушения среды обитания. Последняя подтверждённая запись была сделана в 1880 году, и сейчас она считается по меньшей мере очень редкой.

### Журавлеобразные
- Amaurolimnas concolor concolor (Ямайка, Вест-Индия, конец XIX века)

Номинальный подвид одноцветного пастушка быстро сократился в численности после интродуцирования яванского мангуста на Ямайку в 1872 году.
- Antigone antigone luzonica (Лусон, Филиппины, конец 1960-х)

Подвид индийского журавля, который не всегда считается достоверным, возможно, потому, что существующие экземпляры не были тщательно изучены с момента его описания.
- Coturnicops noveboracensis goldmani (Мексика, конец XX века?)

Подвид жёлтого погоныша, который не был зарегистрирован с 1964 года и потерял большую часть своей заболоченной среды обитания.
- Dryolimnas cuvieri abbotti (Ассампшен, Астов и Космоледо, острова Альдабра, начало XX века)

Подвид кювьерова пастушка.
- Lewinia pectoralis clelandi (Юго-восток Австралии, конец 1930-х годов?)

Подвид австралийского пастушка не регистрируется с 1932 года, несмотря на многочисленные исследования в конце XX века.
- Gallirallus philippensis macquariensis (Острова Маккуори, юго-западная часть Тихого океана, 1880-е годы)

Подвид полосатого пастушка.
- Gallirallus philippensis ssp. (Рауль, острова Кермадек, юго-западная часть Тихого океана, конец XIX века?)

Сообщения о прежнем появлении этого вида на Рауле кажутся достаточно правдоподобными, но они могут относиться к бродячим особям другого подвида полосатого пастушка.
- Gymnocrex plumbeiventris intactus (Меланезия, XX век?)

Сомнительно отличающийся подвид гологлазого пастушка, известный по одному экземпляру, примерно с середины XIX века, с Соломоновых островов или Новой Ирландии. Возможно, этот таксон сохранился до наших дней.
- Porzana pusilla mira (Борнео, XX век?)

Подвид погоныша-крошки, известный по одному экземпляру 1912 года и с тех пор не найденный; может быть вымершим, но вид трудно найти.
- Rallus semiplumbeus peruvianus (Перу, XX век?)

Подвид колумбийского пастушка, известный по одному экземпляру, собранному в 1880-х годах, возможно, до сих пор сохранился.

### Казуарообразные

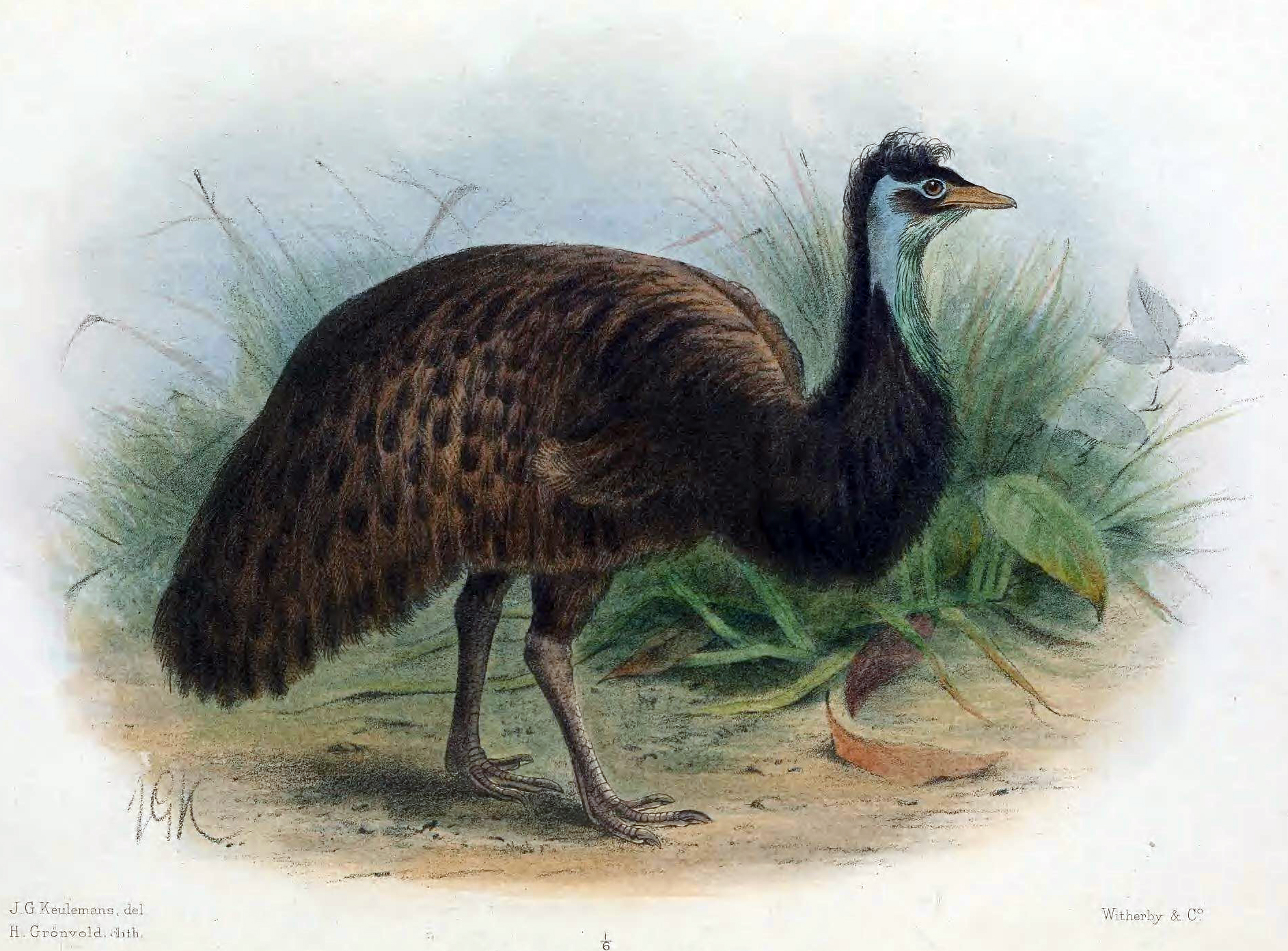
Dromaius novaehollandiae baudinianus

- Dromaius novaehollandiae baudinianus (Остров Кенгуру, Австралия, 1827)

Карликовый подвид эму; вымер с 1827 года.
- Тасманийский эму, Dromaius novaehollandiae diemenensis (Тасмания, Австралия, середина XIX века)

Карликовый подвид эму; последняя дикая птица была поймана в 1845 году. Возможно, он оставался в плену до 1884 года.
- Чёрный эму, Dromaius novaehollandiae minor (Остров Кинг, Австралия, 1822)

Карликовый подвид эму; вымерший в дикой природе около 1805 года, последний пленённый экземпляр умер в 1822 году в Ботаническом саду.

### Кивиобразные
- Apteryx owenii iredalei (Северный остров, Новая Зеландия, конец XIX века)

Сомнительно различимый подвид малого серого киви.

### Козодоеобразные
- Eurostopodus mystacalis exsul (Новая Каледония, Меланезия, середина XX века)

Этот отдельный подвид белогорлого южноазиатского козодоя, возможно, является отдельным видом. Он был найден только один раз; из-за его скрытного поведения, возможно, он всё ещё существует, но сейчас это считается маловероятным.

### Кукушкообразные
- Centropus toulou assumptionis (Ассампшен, Сейшельские острова, начало XX века)

Последний раз подвид мадагаскарской шпорцевой кукушки был зарегистрирован в 1906 году. Он часто считается синонимом Aldabra формы insularis, которая повторно колонизировала остров Ассампшен.
- Coua cristata maxima (Юго-восточный Мадагаскар, конец XX века?)

Подвид хохлатой мадагаскарской кукушки, известный только по одному экземпляру, взятому в 1950 году. Это может быть гибрид, но если нет, то он, вероятно, вымер.
- Crotophaga sulcirostris pallidula (Мексика, около 1940 года)

Слаборазличимый и, вероятно, недействительный подвид бороздчатоклювой ани.
- Neomorphus geoffroyi maximiliani (Восточная Бразилия, середина XX века?)

Подвид рыжегузой земляной кукушки.

### Курообразные
- Francolinus francolinus billypayni (Южная Турция, возможно, Ливан, 1960-е годы)

Сомнительно различимый подвид турача.
- Francolinus francolinus ssp. (Сицилия, Средиземное море, около 1869 года)

Ещё один сомнительно различимый подвид турача.
- Numida meleagris sabyi (Марокко, середина конца XX века?)

Подвид обыкновенной цесарки. Как сообщается, в конце 1990-х годов он находился в неволе в Марокко. Возможно, в 1950 году в дикой природе вымерли, три записи 1970-х годов могут относиться к дико-домашним гибридам.
- Perdix perdix italica (Италия, 1980-е годы)

Подвид серой куропатки, достоверность которого была поставлена под сомнение; последние чистопородные особи исчезли в конце 1980-х годов из-за гибридизации с интродуцированными птицами.
- Вересковый тетерев, Tympanuchus cupido cupido, (Новая Англия, Северная Америка, 1932)

Подвид лугового тетерева или, возможно, отдельный вид.
- Tympanuchus phasianellus hueyi (Нью-Мексико, Северная Америка, 1950-е годы)

Подвид острохвостого тетерева, последний раз зарегистрированный в округе Колфакс в 1952 году.

### Попугаеобразные
- Aratinga chloroptera maugei (Мона и, возможно, Пуэрто-Рико, Вест-Индия, 1890-е годы)

Слаборазличимый подвид гаитийской аратинги.
- Aratinga pertinax griseipecta (Колумбия, середина или конец XX века?)

Подвид коричневощёкой аратинги, известный только по двум экземплярам, собранным в 1949 году и имеющим неясный таксономический и природоохранный статус.
- Amazona vittata gracilipes (Кулебра, Вест-Индия, начало XX века)

Слаборазличимый подвид пуэрто-риканского амазона, который сам находится под большой угрозой исчезновения.
- Прыгающий попугай Маккуори, Cyanoramphus novaezelandiae erythrotis (Острова Маккуори, юго-запад Тихого океана, 1890-е года)

Подвид краснолобого прыгающего попугая последний раз был зарегистрирован в 1890 году и не был обнаружен исследованиями в 1894 году.
- Cyanoramphus novaezelandiae subflavescens (Остров Лорд-Хау, юго-запад Тихого океана, около 1870 года)

Подвид краснолобого прыгающего попугая.
- Eos histrio challengeri (Острова Ненуса, архипелаг Талауд, начало XX века?)

Предполагаемый подвид синего-красного лори, но, вероятно, недействительный.
- Eos histrio histrio (Архипелаг Сангир, Индонезия, 1990-е годы?)

Номинативный подвид синего-красного лори был скрещён со сбежавшими пленёнными особями подвида talautensis, последние чистокровные особи которого исчезли в 1990-е годы или даже намного раньше.
- Loriculus philippensis siquijorensis (Сикихор, Филиппины, XX век?)

Подвид филиппинского висячего попугайчика, либо очень редкий, либо уже вымерший.
- Psittacula eques eques (Реюньон, Маскаренские острова, середина XVIII века)

Известный только по рисунку и описаниям; если бы он был принят за действительный, то стал бы номинативным подвидом маврикийского попугая, сохранившимся на Маврикии, который затем должен был бы называться P. eques echo.
- Pyrrhura picta subandina (Колумбия, середина XX века?)

Ранее признанная отдельным видом, эта птица имеет очень ограниченное распространение и в последний раз была достоверно зарегистрирована в 1949 году. Он не был найден во время поисков в 2004 и 2006 годах и, по-видимому, вымер; попытки найти его снова продолжаются, но им мешает угроза вооружённого конфликта.

### Птицы-носороги
- Penelopides panini ticaensis (Тикао, Филиппины, 1970-е годы)

Подвид рыжехвостого калао-пенелопидеса с несколько неопределённым статусом — возможно, отдельный вид, возможно, цветовая морфология — последний подтверждённый отчёт был в 1971 году, и вскоре он исчез.

### Ракшеобразные
- Alcedo euryzona euryzona (Ява, Индонезия, сохранившиеся до наших дней)

Номинативный подвид полосатогрудого зимородка; последний экземпляр был взят в 1937 году, и этот таксон считался вымершим, но в 2000—2001 годах его пять раз ловили сетями в Национальном парке Халимун, который с тех пор не претерпел особых изменений.
- Alcedo pusilla aolae (Гуадалканал, Соломоновы Острова)

Подвид мангрового лесного зимородка.
- Ceyx fallax sangirensis (Сангихе, Индонезия, 1998?)

Этот подвид Сулавесского лесного зимородка в последний раз видели в 1997 году, но не во время тщательного исследования год спустя; он либо близок к вымиранию, либо уже вымер. Иногда говорят, что он встречается и на островах Талауд, но это ошибочно.
- Ispidina madagascariensis dilutus (Юго-западный Мадагаскар, конец XX века?)

Этот подвид мадагаскарского лесного зимородка известен только по одному экземпляру, взятому в 1974 году в районе, где большая часть местообитаний уже была утрачена. Тем не менее, есть записи о виде (неопределённом подвиде) из близлежащей местности типа, что позволяет предположить, что он существует.
- Todiramphus cinnamominus cinnamominus (Гуам, западная часть Тихого океана, 1986)

Этот подвид микронезийской альционы вымер в дикой природе в 1986 году, когда 29 птиц были взяты для программы разведения в неволе, которая продолжается до сих пор. Его упадок был вызван разорением интродуцированных бурых древесных змей.
- Todiramphus cinnamominus miyakoensis (Мияко, острова Рюкю, конец XIX века)

Ранее рассматривался как полноценный вид, но лучше рассматривать его, как подвид микронезийской альционы (Todiramphus cinnamominus). Учёные видели его только один раз, в 1887 году; взятый образец несколько повреждён, что затрудняет идентификацию с помощью других методов, кроме молекулярного анализа. В настоящее время считается вероятным, что образец пришёл с Гуама, где был распространён номинативный подвид, а не из Мияко, что сделало бы этот подвид недействительным.
- Todiramphus gambieri gambieri (Мангарева, острова Гамбье, конец XIX века)

Известный только по одному экземпляру 1844 года, номинативный подвид туамотской альционы не был найден снова, когда его искали в 1922 году.
- Todiramphus cf. tutus (Раротонга, Острова Кука, середина 1980-х годов?)

Есть сообщения местных жителей, что зимородки — вероятно, подвид бораборской альционы, который встречается на соседних островах, но, возможно, залётные особи оттуда — были найдены примерно до 1979 года, и есть последняя запись с 1984 года. В настоящее время на Раротонге нет ни одного зимородка.

### Ржанкообразные
- Prosobonia cancellata cancellata (Остров Рождества, Кирибати, XIX век?)

Сомнительно отличающийся номинальный подвид кулика Туамоту, иногда считающийся отдельным видом, но известный только по картине.
- Turnix sylvatica sylvatica (Средиземноморский регион, сохранившийся до наших дней)

Номинальный подвид африканской трёхпёрстки был признан вероятно вымершим, так как в последний раз он был зарегистрирован в Испании в 1981 году. Однако это было опровергнуто открытием популяции в Марокко в 2007 году.
- Turnix sylvatica suluensis (Тави-Тави, Филиппины, середина XX века?)

Подвид африканской трёхпёрстки. Он не был зарегистрирован с 1950-х годов, но было проведено несколько исследований, и он, вероятно, сохранился.
- Turnix varius novaecaledoniae (Новая Каледония, Меланезия, начало XX века?)

Подвид расписной трёхпёрстки, который по-разному считается чем-то от гибрида между интродуцированными видами до отдельного вида. Многочисленные окаменелые кости указывают на то, что это действительно хорошая эндемичная форма. Последний образец был взят в 1912 году, и с тех пор исследования не смогли его зафиксировать.

### Рябкообразные
- Pterocles exustus floweri (Район Файюм, Египет, конец XX века?)

Этот подвид сенегальского рябка был в последний раз зарегистрирован в 1979 году и с тех пор, вероятно, вымер.

### Совообразные
- Athene cunicularia amaura (Антигуа, Сент-Китс и Невис, Вест-Индия, около 1900 года)

Подвид кроличьего сыча, последний раз собранный в 1890 году и вымерший к 1903 году.
- Athene cunicularia guadeloupensis (Гваделупа и Мари-Галант, Вест-Индия, около 1890 года)

Подвид кроличьего сыча. Вымерли к 1890 году.
- Megascops nudipes newtoni (Виргинские острова, Карибский бассейн, XX век?)

Подвид пуэрто-риканской совки, несколько сомнительной достоверности, который произошёл на нескольких Виргинских островах, в Вест-Индии. Последние достоверные записи относятся к 1860 году; в течение XX века было несколько неподтверждённых сообщений, но они не были найдены в ходе тщательных исследований в 1995 году.
- Micrathene whitneyi graysoni (Сокорро, острова Ревилья-Хихедо, середина XX века?)

Подвид сыч-эльфа. Последний экземпляр, официально зарегистрированный, как находящийся на грани исчезновения, был взят в 1932 году, но в 1958 году там, по-видимому, всё ещё была большая популяция; он не был найден последующими поисками и, по-видимому, вымер.
- Ninox novaeseelandiae albaria (Остров Лорд-Хау, юго-западная часть Тихого океана, 1950-е годы)

Последний раз подвид пятнистой иглоногой совы был зарегистрирован в 1950-х годах.
- Пятнистая иглоногая сова Норфолка, Ninox novaeseelandiae undulata (Остров Норфолк, юго-западная часть Тихого океана, 1990-е годы)

Особи номинированного подвида были введены в последней попытке спасти местную популяцию сов. В настоящее время существует гибридная популяция из нескольких десятков птиц; последняя особь N. n. undulata,, самка по имени Miamiti, умерла в 1996 году, хотя особи, произошедшие от неё, сохранились.
- Otus rufescens burbidgei (Сулу, Филиппины, середина XX века)

Подвид красноватой совки. Известен из одного сомнительного образца и может быть недействительным.
- Phodilus badius riverae (Самар, Филиппины, середина XX века)

Подвид восточной масковой сипухи или, возможно, отдельный вид. Таксономия сомнительна, но только единственный экземпляр потерян во время бомбардировки 1945 года, поэтому достоверность не может быть проверена; сегодня на Самаре нет никакой популяции.
- Tyto novaehollandiae troughtoni (Равнина Нулларбор, Австралия, 1960-е годы)

Сомнительно отличающийся от номинативного подвида, но отличается поведенчески.
- Tyto rosenbergii pelengensis (Пеленг, острова Бангай, середина XX века)

Подвид сулавесской сипухи или отдельный вид. Возможно, они сохранились, но единственный известный образец был взят в 1938 году, и больше никаких записей не сохранилось.
- Tyto sororcula cayelii (Буру, Индонезия, середина XX века?)

Подвид малой масковой сипухи. Последняя запись сделана в 1921 году; личность аналогичной птицы, найденной на Сераме, ещё предстоит установить. Похоже, что он выжил, так как сова, соответствующая описанию этой птицы, была встречена в августе 2006 года.

### Соколообразные
- Accipiter butleri butleri (Кар-Никобар, Никобарские острова, XX век?)

Номинальный подвид никобарского ястреба-перепелятника, который в настоящее время числится уязвимым, возможно, вымер. Последний раз он был надёжно зафиксирован в 1901 году и, несмотря на поиски, не был замечен после неподтверждённой записи в 1977 году. Однако этот вид известен тем, что он очень застенчив, и популяция может остаться незарегистрированной.
- Falco peregrinus furuitii. (Острова Огасавара, 1940-е годы)

Подвид сапсана с островов Огасавара. С 1945 года никто его не наблюдал. В результате обследования в 1982 году эта птица не была найдена. Единственный известный с Иводзимы и Торисима.
- Milvus (milvus) fasciicauda (Острова Кабо-Верде, Восточная Атлантика, 2000)

Рассматриваемый либо как подвид красного коршуна, либо как отдельный вид, либо как гибрид между красным и чёрным коршунами, достоверность этого таксона недавно была поставлена под сомнение на основе молекулярного анализа. Однако гибридизация и запутанная молекулярная филогения популяций красных коршунов в сочетании с отчётливым фенотипом птиц Кабо-Верде свидетельствуют о том, что таксономический статус этой формы далёк от разрешения.

### Страусообразные
- Сирийский страус, Struthio camelus syriacus (Аравийский полуостров, 1966)

Последней записью этого подвида страусов была птица, найденная мёртвой в Иордании в 1966 году.

### Стрижеобразные
- Amazilia cyanifrons alfaroana (Коста-Рика, Центральная Америка, XX век?)

Этот подвид индиговой амазилии известен только по экземпляру, собранному в Коста-Рике в 1895 году. С тех пор он скорее всего вымер
- Collocalia whiteheadi whiteheadi (Лусон, Филиппины, XX век?)

Номинативный подвид филиппинской саланганы известен только по четырём экземплярам, собранным на горе Mount Data в 1895 году. Из-за отсутствия дальнейших записей и массового уничтожения среды обитания он обычно считается вымершим. Однако, учитывая размеры острова, он всё ещё может существовать.
- Sephanoides fernandensis leyboldi (Остров Александр-Селькирк, острова Хуан-Фернандес, юго-восточная часть Тихого океана, 1908)

Подвид фернандесского огнешапочного колибри последний раз был зарегистрирован в 1908 году.

### Тинамуобразные
- Crypturellus (erythropus) saltuarius (Колумбия, конец XX века?)

В разное время считавшийся подвидом красноногого тинаму или отдельным видом, эта птица в настоящее время точно известна только по типовому образцу 1943 года. Дополнительный образец существует (или существовал), но его настоящее местонахождение неизвестно. Недавние исследования показывают, что оно всё ещё сохранилось, и в конце 2008 года колумбийским орнитологом Освальдом Кортесом была обнаружена вероятная (хотя пока не подтверждённая) запись о типовом образце.